# Liste der Biografien/Ir
Liste der Biografien |
Portal Biografien |
Personensuche
# |
A |
B |
C |
D |
E |
F |
G |
H |
I |
J |
K |
L |
M |
N |
O |
P |
Q |
R |
S |
T |
U |
V |
W |
X |
Y |
Z |
?
 
Ia |
Ib |
Ic |
Id |
Ie |
If |
Ig |
Ih |
Ii |
Ij |
Ik |
Il |
Im |
In |
Io |
Ip |
Iq |
Ir |
Is |
It |
Iu |
Iv |
Iw |
Ix |
Iy |
Iz
Die Liste der Biografien führt alle Personen auf, die in der deutschsprachigen Wikipedia einen Artikel haben. Dieses ist eine Teilliste mit 582 Einträgen von Personen, deren Namen mit den Buchstaben „Ir“ beginnt.

## Ir

### Ira
- Ira, Pierre (1943–2020), österreichisches Model sowie Modeschöpfer, Möbeldesigner und Fotograf
- Irabagon, Jon (* 1979), US-amerikanischer Saxophonist
- Irabaruta, Olivier (* 1990), burundischer Leichtathlet
- Irabu, Hideki (1969–2011), japanischer Baseballspieler
- Iracema-Brügelmann, Hedy (1879–1941), deutsch-brasilianische Opernsängerin (Sopran)
- Iradier, Manuel (1854–1911), spanischer Afrikaforscher und Erfinder
- Iradukunda, Guy Orly (* 1996), burundischer Tennisspieler
- Iraee, Golrokh Ebrahimi (* 1980), iranische Schriftstellerin, Menschenrechtsaktivistin und politische Gefangene
- Iraheta Rivera, William Ernesto (* 1962), salvadorianischer Geistlicher, Bischof von Santiago de María
- Iraheta, Allison (* 1992), US-amerikanische Pop-Rocksängerin
- Irailh, Augustin Simon (1717–1794), katholischer Priester, Historiker
- Iraizoz, Gorka (* 1981), spanischer Fußballspieler
- Irako, Seihaku (1877–1946), japanischer Arzt und Dichter
- Irakoze, Billy-Scott (* 1996), burundischer Schwimmer
- Irala, Domingo Martínez de († 1556), spanischer Conquistador
- Irama (* 1995), italienischer Popsänger und RapperIrama (* 1995)

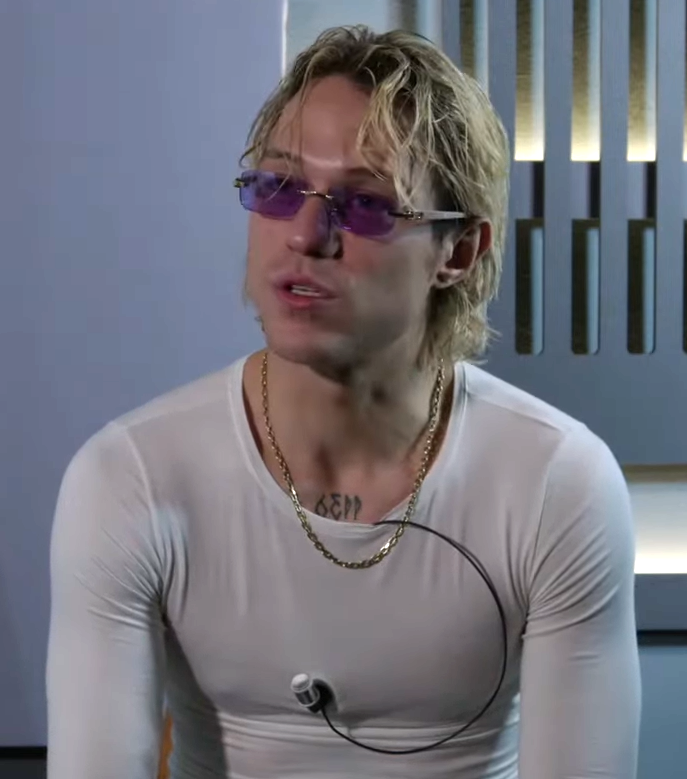
Irama (* 1995)

- Irandust, Daleho (* 1998), schwedischer Fußballspieler
- Irañeta, Roberto (1915–1992), argentinischer Fußballspieler
- Irani, Ardeshir (1886–1969), indischer Filmproduzent und Filmregisseur
- Irani, Michael (* 1982), schwedischer Eishockeyspieler
- Irani, Mohammad (* 1958), iranischer Diplomat
- Irani, Smriti (* 1976), indisches ehemaliges Model, Schauspielerin und Politikerin
- Irankunda, Nestory (* 2006), australischer Fußballspieler
- Iranyi, Ella (1888–1942), österreichische Grafikerin und Malerin
- Iranyi, Gabriel (* 1946), deutscher Komponist
- Iraola, Andoni (* 1982), spanischer Fußballspieler
- Iraqi, Daoud (* 1999), palästinensischer Fußballspieler
- Iraragorri, José (1912–1983), spanischer Fußballspieler
- Irarrázaval Errázuriz, Carlos Eugenio (* 1966), chilenischer römisch-katholischer Geistlicher
- Irarrázaval, Diego (* 1942), chilenischer Ordensgeistlicher und Befreiungstheologe
- Iraschko-Stolz, Daniela (* 1983), österreichische Skispringerin und FußballtorhüterinDaniela Iraschko-Stolz (* 1983)

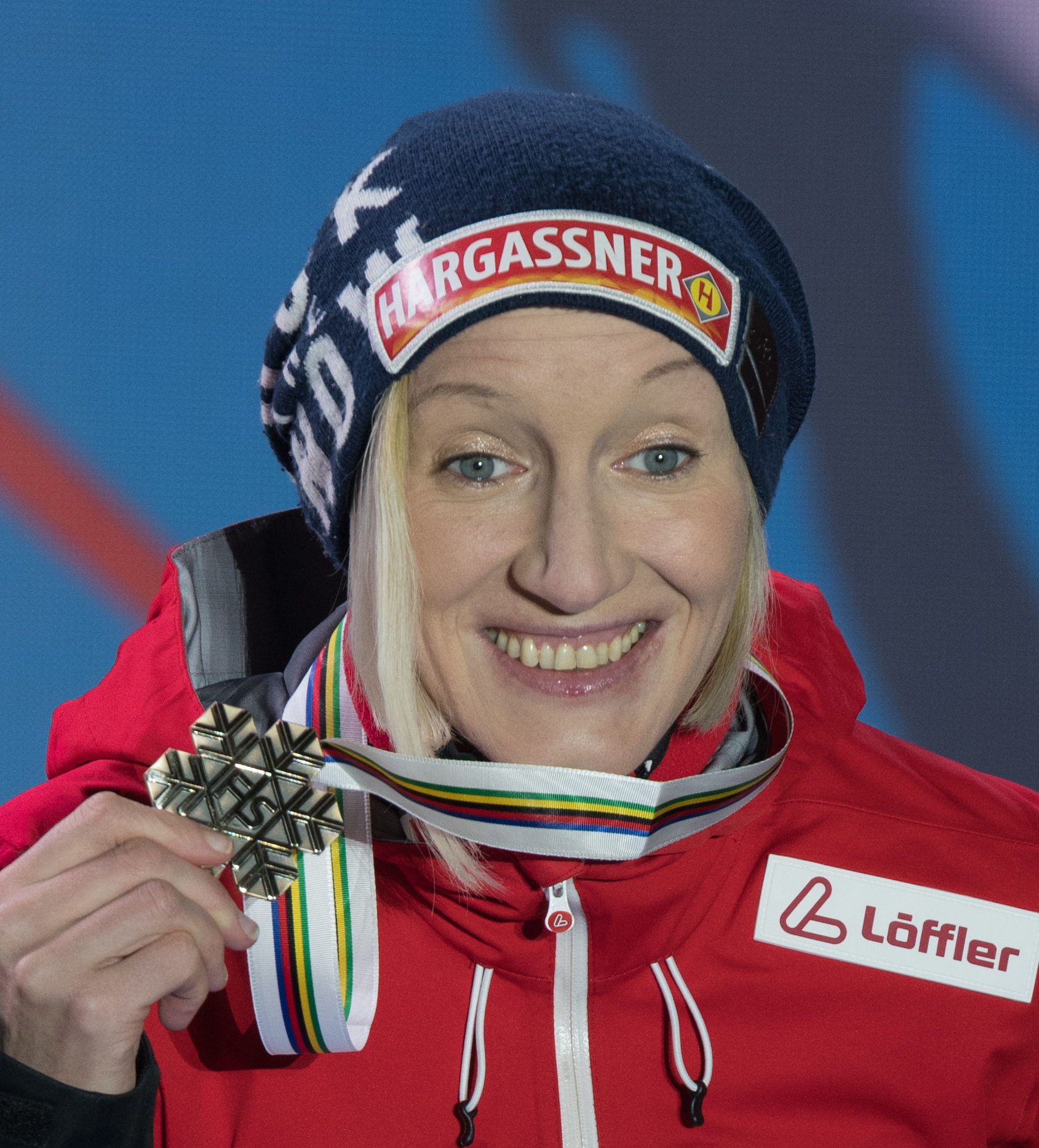
Daniela Iraschko-Stolz (* 1983)

- Iratunga, Suavis (* 1987), burundische Fußballschiedsrichterin
- Iravul, Gökay (* 1992), türkischer Fußballspieler
- Irawan, Eko Yuli (* 1989), indonesischer Gewichtheber
- Irawati, Shendy Puspa (* 1987), indonesische Badmintonspielerin
- Irazábal, Benjamín, uruguayischer Ingenieur und Politiker
- Irazabalbeitia, Iñaki (* 1957), spanischer Politiker (Aralar), MdEP
- Irazoqui, Enrique (1944–2020), spanischer Schauspieler und Hispanist
- Irazún, Javier (* 1986), uruguayischer Fußballspieler

### Irb
- Irbe, Artūrs (* 1967), lettischer Eishockeyspieler und -trainer
- Irbe, Voldemārs (1893–1944), lettischer Maler
- Irber, Brunhilde (* 1948), deutsche Politikerin (SPD), MdB
- Irbītis, Kārlis (1904–1997), lettischer Flugzeugkonstrukteur
- Irblich, Helmut (* 1930), deutscher Bauunternehmer
- Irby, James (1793–1860), US-amerikanischer Politiker
- Irby, John L. M. (1854–1900), US-amerikanischer Politiker (Demokratische Partei)
- Irby, Michael (* 1972), US-amerikanischer SchauspielerMichael Irby (* 1972)

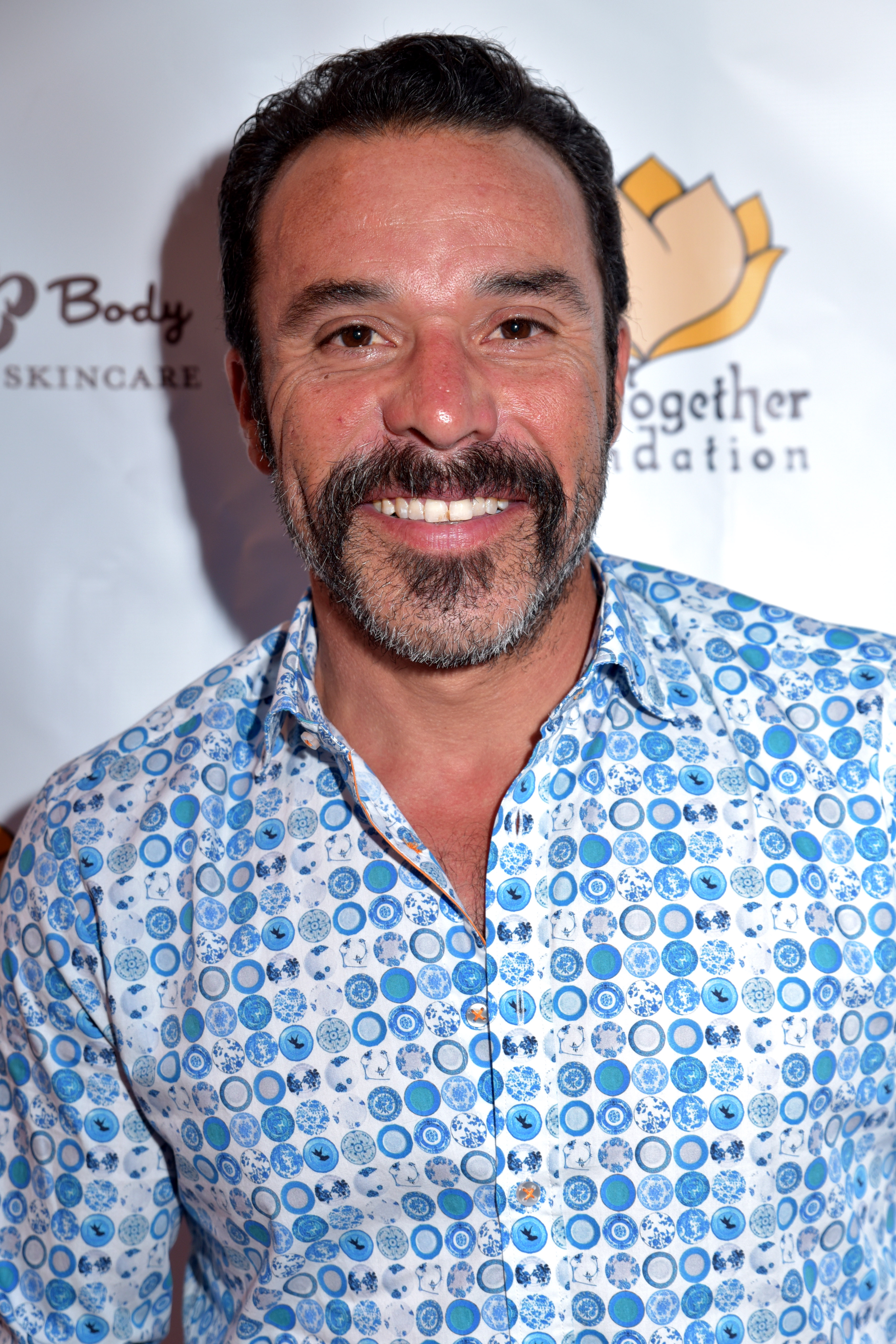
Michael Irby (* 1972)

- Irby, Richard L. (1918–2002), US-amerikanischer Offizier, Generalmajor der US-Army
- Irby, Sherman (* 1968), US-amerikanischer Jazzmusiker
- Irby-Jackson, Lynna (* 1998), US-amerikanische Sprinterin

### Ird
- Irdabama, Person am achämenidischen Hof

### Ire
- Iredale, John (* 1999), australischer Fußballspieler
- Iredale, Tom (1880–1972), australischer Malakologe und Ornithologe
- Iredell, James (1750–1799), US-amerikanischer Jurist
- Iredell, James (1788–1853), US-amerikanischer Politiker, Gouverneur von North Carolina
- Iredia, Goodness, nigerianischer Weitspringer
- Irediński, Ireneusz (1939–1985), polnischer Schriftsteller
- Ireesha (* 1983), ukrainische Sängerin, Schauspielerin, Tänzerin und Moderatorin
- Irelan, Linna Vogel (1846–1935), US-amerikanische Malerin und Keramikerin deutscher Herkunft
- Ireland, Alexander (1901–1966), britischer Boxer
- Ireland, Andy (1930–2024), US-amerikanischer Politiker
- Ireland, Anthony John (* 1957), australischer römisch-katholischer Geistlicher, Erzbischof von Hobart
- Ireland, Clifford C. (1878–1930), US-amerikanischer Politiker
- Ireland, Craig (* 1997), kanadischer Volleyballspieler
- Ireland, Dan (1949–2016), amerikanisch-kanadischer Filmproduzent und Regisseur
- Ireland, David (1927–2022), australischer Schriftsteller
- Ireland, Doug (1946–2013), US-amerikanischer Journalist und Blogger
- Ireland, Eduard († 1896), englischer Maler
- Ireland, Eleanor (* 1926), britische Informatikerin und Künstlerin
- Ireland, Greg (* 1965), kanadischer Eishockeytrainer
- Ireland, Innes (1930–1993), britischer AutomobilrennfahrerInnes Ireland (1930–1993)

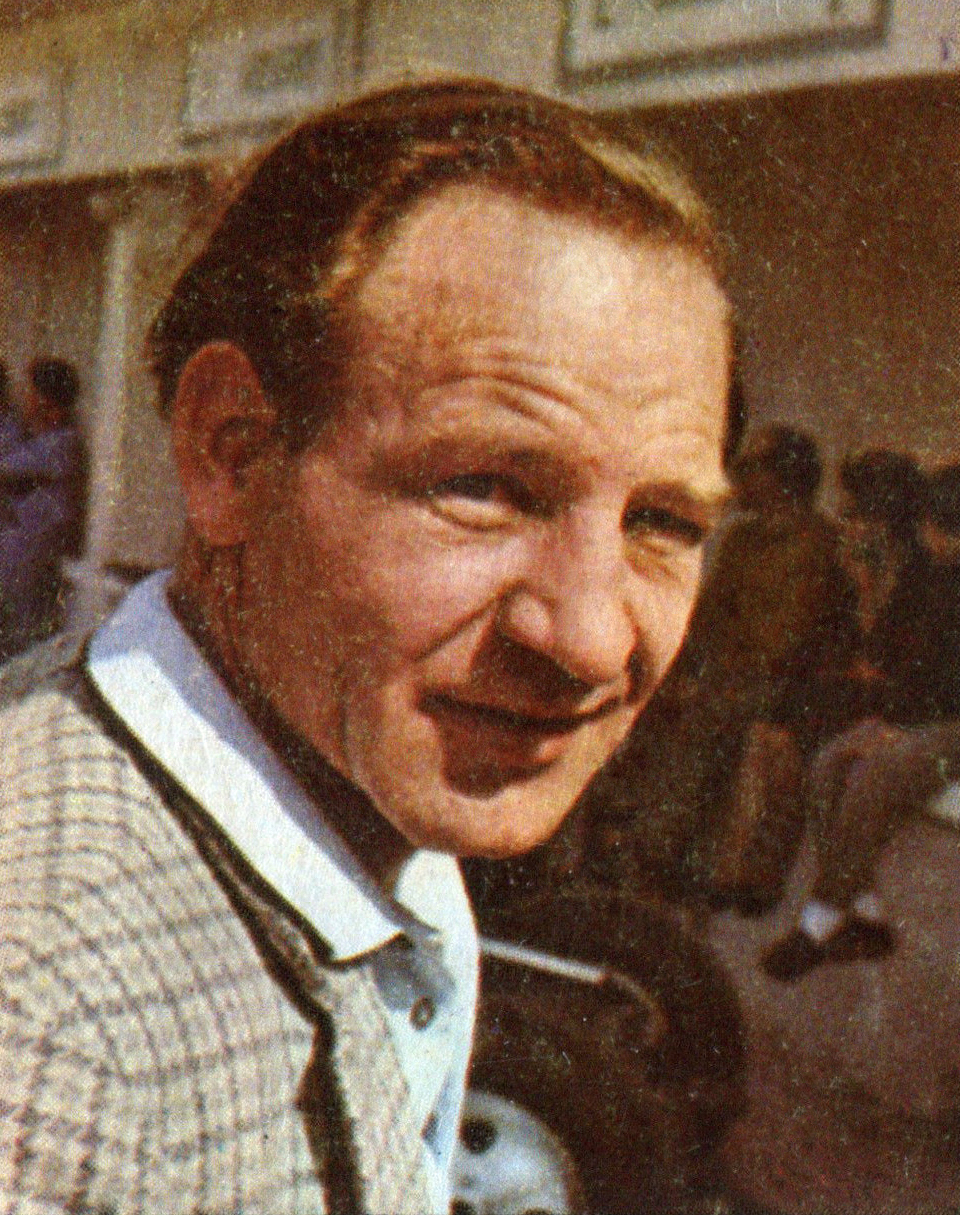
Innes Ireland (1930–1993)

- Ireland, James (1895–1986), britischer römisch-katholischer Geistlicher
- Ireland, Jill (1936–1990), britische Schauspielern
- Ireland, John († 1808), britischer Schriftsteller, Uhrmacher, Biograph
- Ireland, John (1827–1896), US-amerikanischer Jurist und Politiker
- Ireland, John (1838–1918), irisch-US-amerikanischer Erzbischof von Saint Paul und Minneapolis
- Ireland, John (1879–1962), englischer Komponist
- Ireland, John (1914–1992), kanadischer Theater- und Filmschauspieler
- Ireland, Kathy (* 1963), US-amerikanische Schauspielerin und Fotomodell
- Ireland, Ken (* 1952), kanadischer Eishockeyspieler
- Ireland, Kylie (* 1970), US-amerikanische Pornodarstellerin
- Ireland, Marin (* 1979), US-amerikanische SchauspielerinMarin Ireland (* 1979)

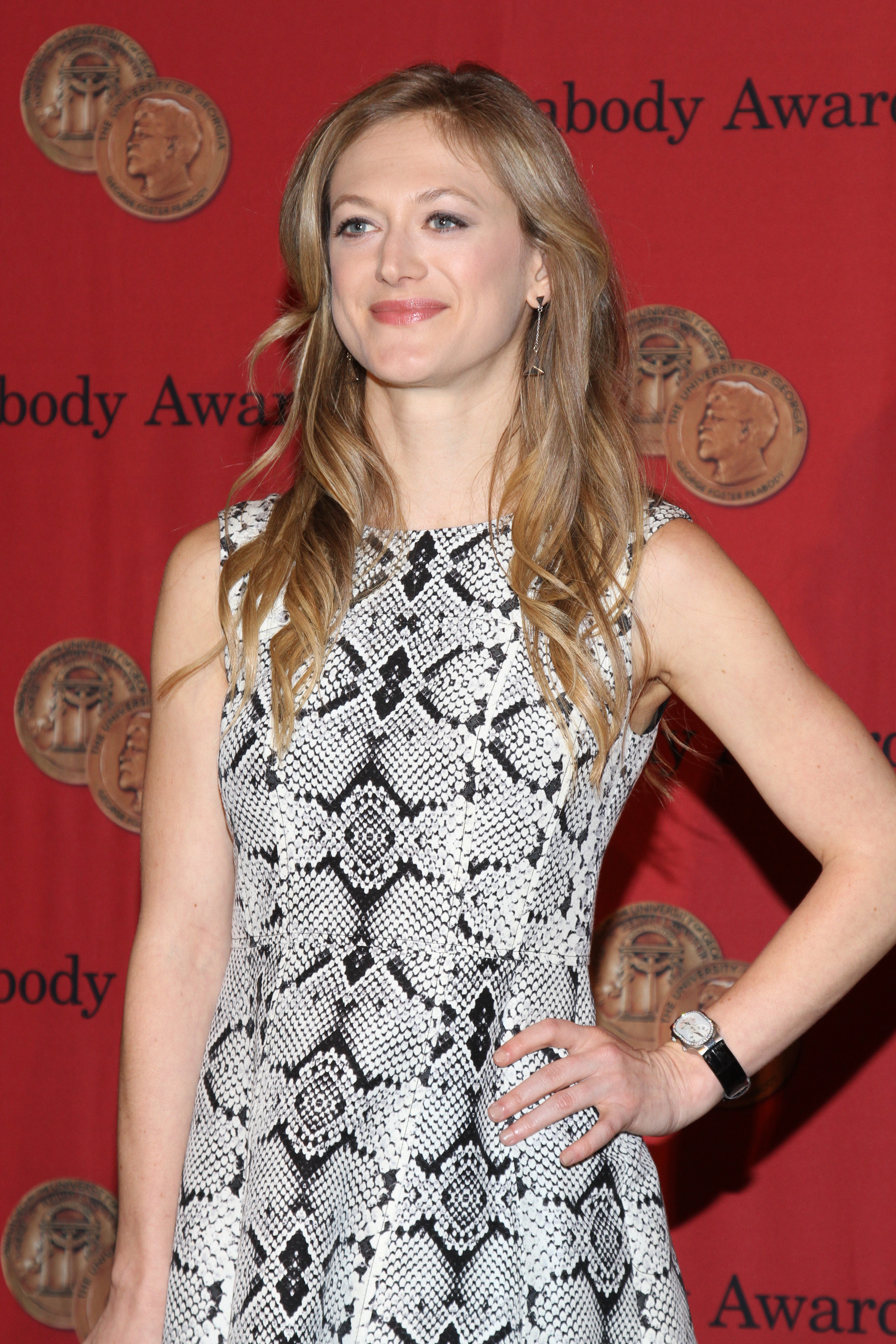
Marin Ireland (* 1979)

- Ireland, Mike (* 1974), kanadischer Eisschnellläufer
- Ireland, Robert E. (1929–2012), US-amerikanischer Chemiker aus dem Bereich der Organischen Chemie
- Ireland, Stephen (* 1986), irischer Fußballspieler
- Ireland, Trae (* 1978), US-amerikanischer Schauspieler, Filmproduzent, Filmregisseur und Drehbuchautor
- İrem, Elçin Zehra (* 2002), türkische Schauspielerin
- Iremadse, Tengis (* 1973), georgischer Philosoph
- Iremaschwili, Iosseb (1879–1945), georgischer Politiker und Nationalist, Schulkamerad von Stalin
- İremet, Faruk (* 1965), zazaisch-schwedischer Schriftsteller und ehemaliger Verleger
- Iremonger, Valentin (1918–1991), irischer Diplomat und Dichter
- Irenaeus von Sirmium († 304), christlicher Bischof
- Irenaios (1939–2023), griechischer orthodoxer Geistlicher, Patriarch der Orthodoxen Kirche von Jerusalem
- Irenäus († 258), Heiliger
- Irenäus von Lyon, Bischof in Lugdunum in Gallien
- Irenäus zu Chiusi († 275), Märtyrer und Heiliger
- Irenäus, Christoph, lutherischer Theologe und Reformator
- Irene (752–803), Kaiserin des Oströmischen Reiches
- Irene (* 1991), südkoreanische Sängerin, Moderatorin und Schauspielerin
- Irene di Spilimbergo (1540–1559), italienische Malerin
- Irene Dukaina (* 1066), byzantinische Kaiserin
- Irene Komnene, bulgarische Zarin und die dritte Ehefrau des bulgarischen Zaren Iwan Assen II.
- Irene Laskarina († 1241), Tochter des byzantinischen Basileus Theodor I. Laskaris
- Irene Palaiologina, Kaiserin von Trapezunt
- Irene von Byzanz († 1208), Stauferkönigin
- Irene von Griechenland (1904–1974), griechische Prinzessin, Herzogin von Aosta
- Irene von Griechenland (* 1942), griechische Adelige, Prinzessin von GriechenlandIrene von Griechenland (* 1942)

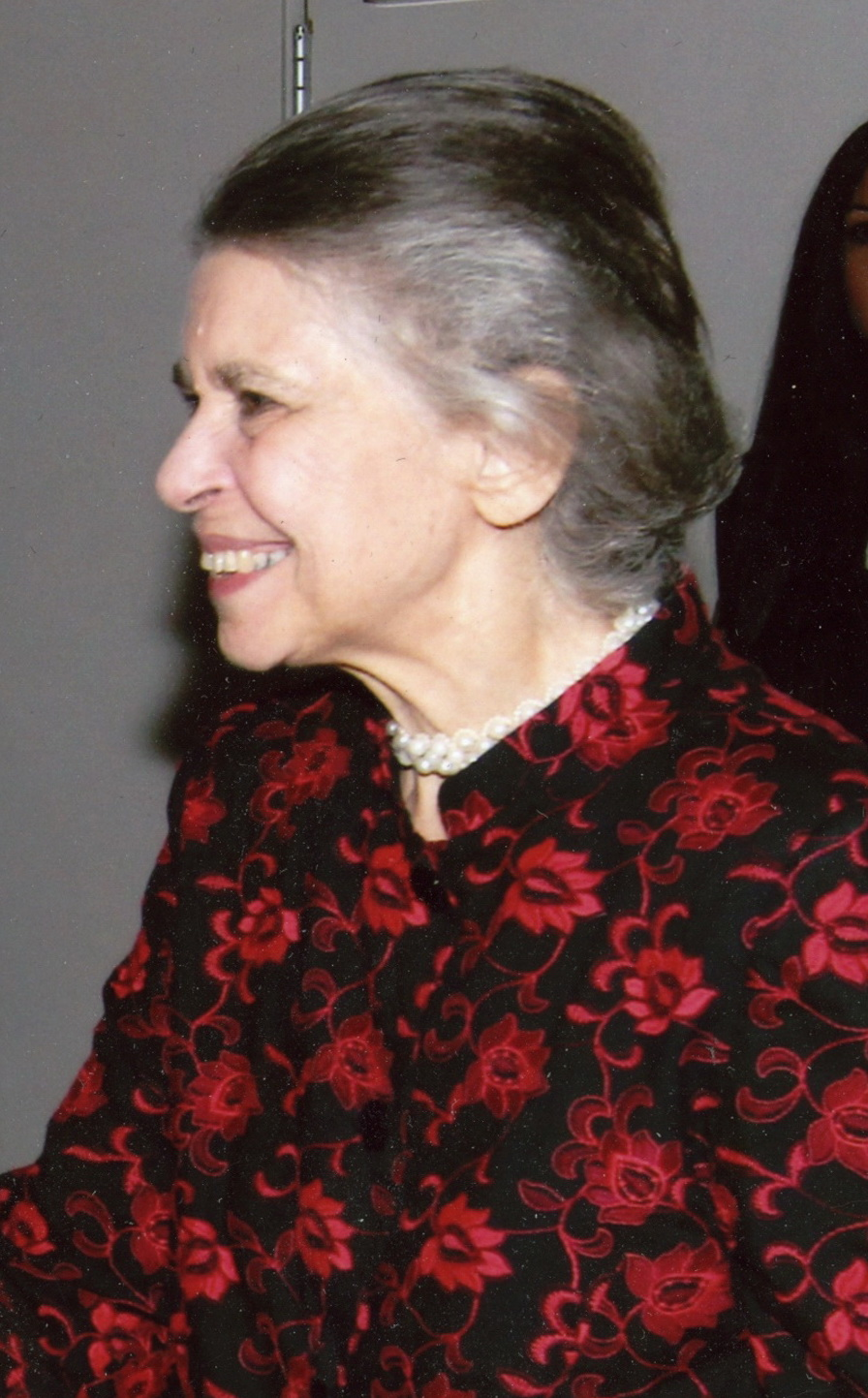
Irene von Griechenland (* 1942)

- Irene von Oranien-Nassau (* 1939), niederländische Adelige, Schwester von Königin Beatrix der NiederlandeIrene von Oranien-Nassau (* 1939)
- Irene von Portugal, Heilige

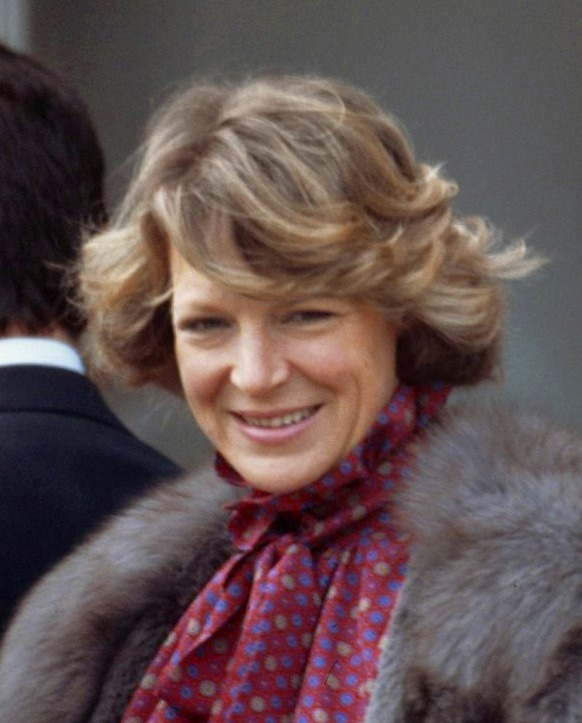
Irene von Oranien-Nassau (* 1939)

- Irene von Rom, Heilige, Witwe des heiligen Castulus
- Irene von Rom, Heilige, Schwester des Papstes Damasus I.
- Irene von Thessaloniki († 304), Märtyrin
- Irene von Thessaloniki († 310), Märtyrin
- Irene X (* 1990), spanische Dichterin
- Irene, Lilyan (1892–1979), Schauspielerin
- Irengård, Hannes (* 1982), schwedischer Rock-Musiker, Gitarrist, Rock-Sänger und Songwriter
- Irenicus, Franciscus (1495–1553), deutscher Humanist, Historiker und reformatorischer Theologe
- Ireri Mukobo, Anthony (* 1949), kenianischer Ordensgeistlicher und emeritierter römisch-katholischer Bischof von Isiolo
- Ireton, Albert (1879–1947), britischer Tauzieher
- Ireton, Henry (1611–1651), Freund und Schwiegersohn Oliver Cromwells und General der Parlamentsarmeen im Englischen Bürgerkrieg
- Ireton, Peter Leo (1882–1958), US-amerikanischer Geistlicher, Bischof von Richmond
- Ireys, Alice Recknagel (1911–2000), US-amerikanische Landschaftsarchitektin

### Irf
- Irfan Chenae (* 1994), thailändischer Fußballspieler
- Irfan Shamsuddin, Muhammad (* 1995), malaysischer Diskuswerfer
- Irfan, Khalid Ahmad (* 1993), afghanischer Fußballspieler
- Irfan, Muhammad Ashab (* 2004), pakistanischer Squashspieler
- İrfan, Sedat (* 1982), türkischer Fußballspieler

### Irg
- Irgahn, Hermann (1820–1906), deutscher Jurist und Politiker
- Irgang, Margrit (* 1948), deutsche Schriftstellerin
- Irgang, Winfried (* 1942), deutscher Historiker und Diplomatiker
- Irgashev, Akmal (* 1982), usbekischer Taekwondoin
- Irgens av Vestervig, Joachim (1611–1675), Großkaufmann, Bergwerksbesitzer, Aristokrat sowie einer der größten Gutsbesitzer in Dänemark
- Irgens, Henrik (1899–1938), norwegischer katholischer Priester und Redakteur
- Irgens, Ole (1724–1803), norwegischer lutherischer Bischof
- Irgens-Jensen, Ludvig (1894–1969), norwegischer Komponist
- Irgl, Zbyněk (* 1980), tschechischer Eishockeyspieler
- Irglová, Markéta (* 1988), tschechische Sängerin, Musikerin, Komponistin und SchauspielerinMarkéta Irglová (* 1988)

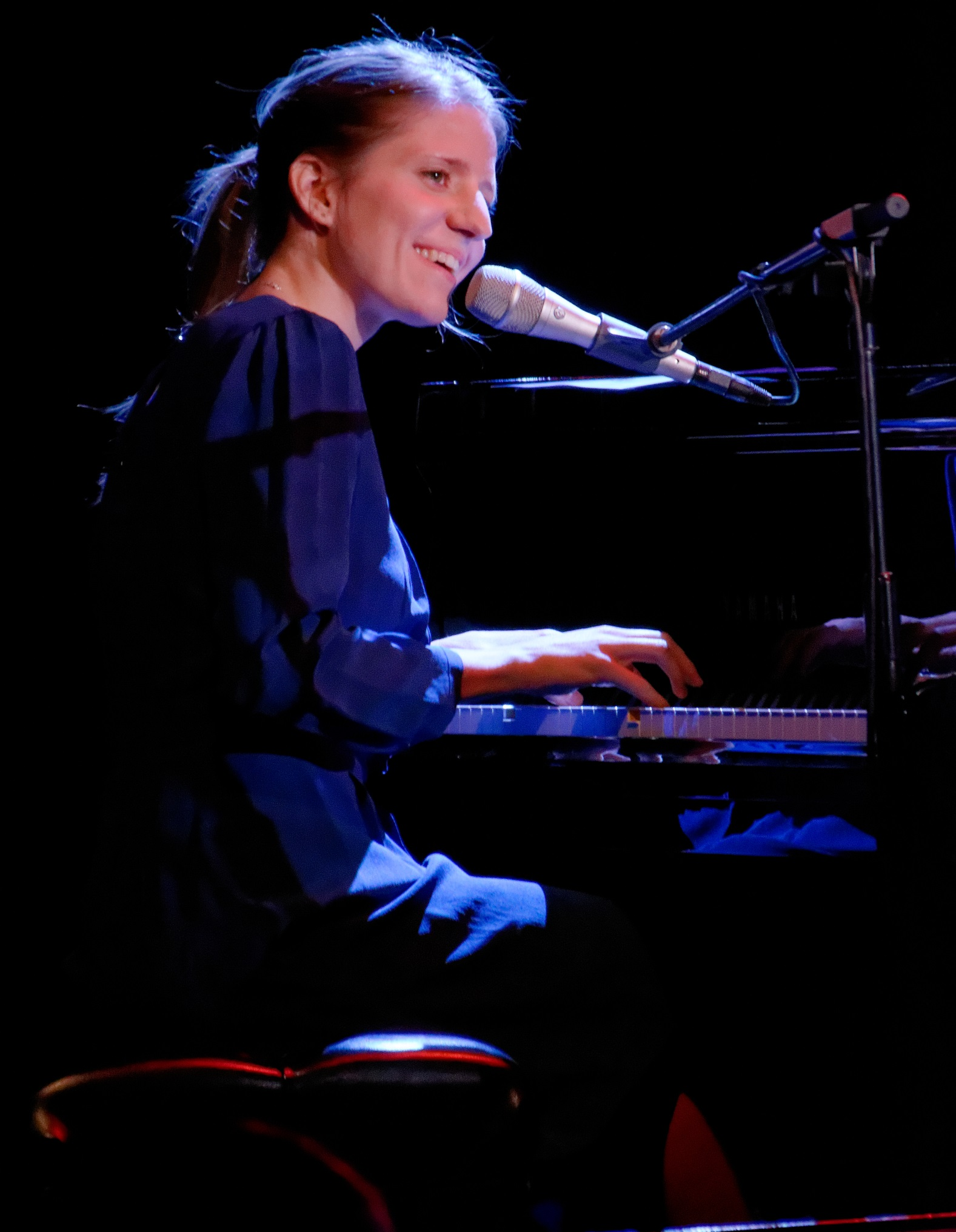
Markéta Irglová (* 1988)

### Irh
- Irham, Nazril (* 1981), indonesischer Popsänger
- Irhoven, Willem van (1698–1760), niederländischer reformierter Theologe

### Iri
- Iri-Hor, prädynastischer altägyptischer König
- Iria, Alberto (1909–1992), portugiesischer Historiker und Archivar
- Iriafen, Kiki (* 2003), US-amerikanische Basketballspielerin
- Iriarte Paz, Remberto (* 1919), bolivianischer General und Diplomat
- Iriarte, Domingo de (1739–1795), spanischer Diplomat
- Iriarte, Juan de (1702–1771), spanischer Sprachwissenschaftler
- Iriarte, Juan José (1913–1999), argentinischer Geistlicher, Erzbischof von Resistencia
- Iriarte, Luis (* 1997), peruanischer Sprinter
- Iriarte, Raúl (1916–1982), argentinischer Tangosänger
- Iriarte, Santos (1902–1968), uruguayischer Fußballspieler
- Iriarte, Tomás de (1750–1791), spanischer Schriftsteller und Übersetzer
- Irías, Julián (* 1880), nicaraguanischer Politiker, Präsident von Nicaragua (1936)
- Iribar, José Ángel (* 1943), spanischer Fußballspieler und -trainerJosé Ángel Iribar (* 1943)

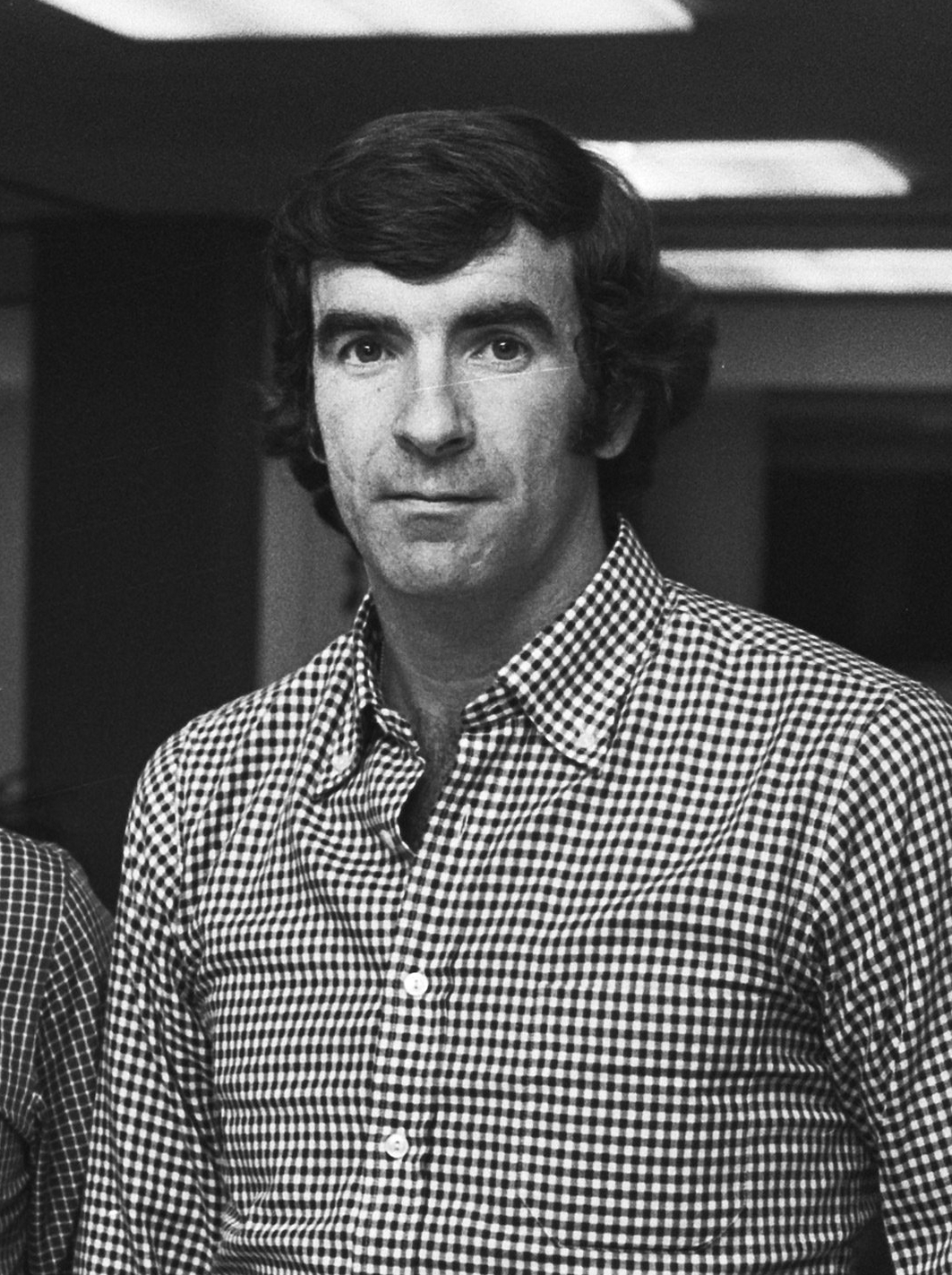
José Ángel Iribar (* 1943)

- Iribarne, Francisco (* 1998), spanischer Volleyballspieler
- Iribarne, Roger (* 1996), kubanischer Leichtathlet
- Iribarren, Jean-Michel (* 1958), französischer Schriftsteller
- Iribe, Brendan (* 1979), US-amerikanischer Unternehmer und Autorennfahrer
- Irie, Hakō (1887–1948), japanischer Maler
- Irie, Kan (* 1935), japanischer Maler im Yōga-Stil
- Irie, Nanami (* 1995), japanische Ringerin
- Irie, Ryōsuke (* 1990), japanischer Schwimmer
- Irie, Sena (* 2000), japanische Boxerin und Olympiasiegerin
- Irie, Takako (1911–1995), japanische Filmschauspielerin
- Irie, Tōru (* 1977), japanischer Fußballspieler
- Irie, Toshikazu (* 1984), japanischer Fußballspieler
- Irie, Toshio (1911–1974), japanischer Schwimmer
- Irie, Yuki (* 1992), japanische Ringerin
- Irifune, Kazuma (* 1986), japanischer Fußballspieler
- Irifune, Satoshi (* 1975), japanischer Marathonläufer
- Irigaray, Luce (* 1930), französische feministische Psychoanalytikerin und Kulturtheoretikerin
- Irigoin, Jean (1920–2006), französischer Klassischer Philologe
- Irigoyen, Adam (* 1997), US-amerikanischer Schauspieler und Synchronsprecher
- Irigoyen, Bernardo de (1822–1906), argentinischer Rechtsanwalt, Diplomat und Politiker
- Irigoyen, Daniel (* 1950), argentinischer Musiker und Dichter
- Irigoyen, Luis Herman (1897–1977), argentinischer Diplomat und Botaniker
- Irigoyen, María (* 1987), argentinische Tennisspielerin
- Irigoyen, William (* 1970), französischer Journalist
- Irii, Kazuhisa (* 1970), japanischer Fußballspieler
- Irikura, Taiga (* 1996), japanischer Eishockeyspieler
- Irimajiri, Shōichirō (* 1940), japanischer Ingenieur und Geschäftsmann
- Irimari, Elia, namibischer Politiker und Regionalgouverneur
- Irimbert von Admont († 1176), monastischer Gelehrter und Abt der Klöster Seeon (1147–1151), Michelsberg (1160–1172) und Admont (1172–1177)
- Irimescu, Mircea (* 1959), rumänischer Fußballspieler
- Irimia, Adrian (* 1991), rumänischer Eishockeyspieler
- Irimiciuc, Dan (* 1949), rumänischer Säbelfechter
- Irimie, Nicolae (1890–1971), rumänischer Maler und Kunstpädagoge
- Irimpen, Joseph (1919–1997), indischer Geistlicher, syro-malabarischer Bischof von Palghat
- Irinchinbal (1326–1332), Kaiser der Yuan-Dynastie
- Irinej (1930–2020), serbischer Geistlicher, Metropolit von Belgrad und Karlovci, Erzbischof von Peć, serbischer Patriarch
- Iring von Reinstein-Homburg († 1265), Bischof von Würzburg
- Iringus, Bischof von Basel
- Irino, Yoshirō (1921–1980), japanischer Komponist
- Irinyi, János (1817–1895), ungarischer Chemiker und Erfinder
- Irion, Alfred Briggs (1833–1903), US-amerikanischer Politiker
- Irion, Carl (1878–1962), deutscher Ingenieur und Rennfahrer
- Irion, Christoph (* 1964), deutscher Journalist
- Irion, Kim (* 1991), deutsche HandballspielerinKim Irion (* 1991)

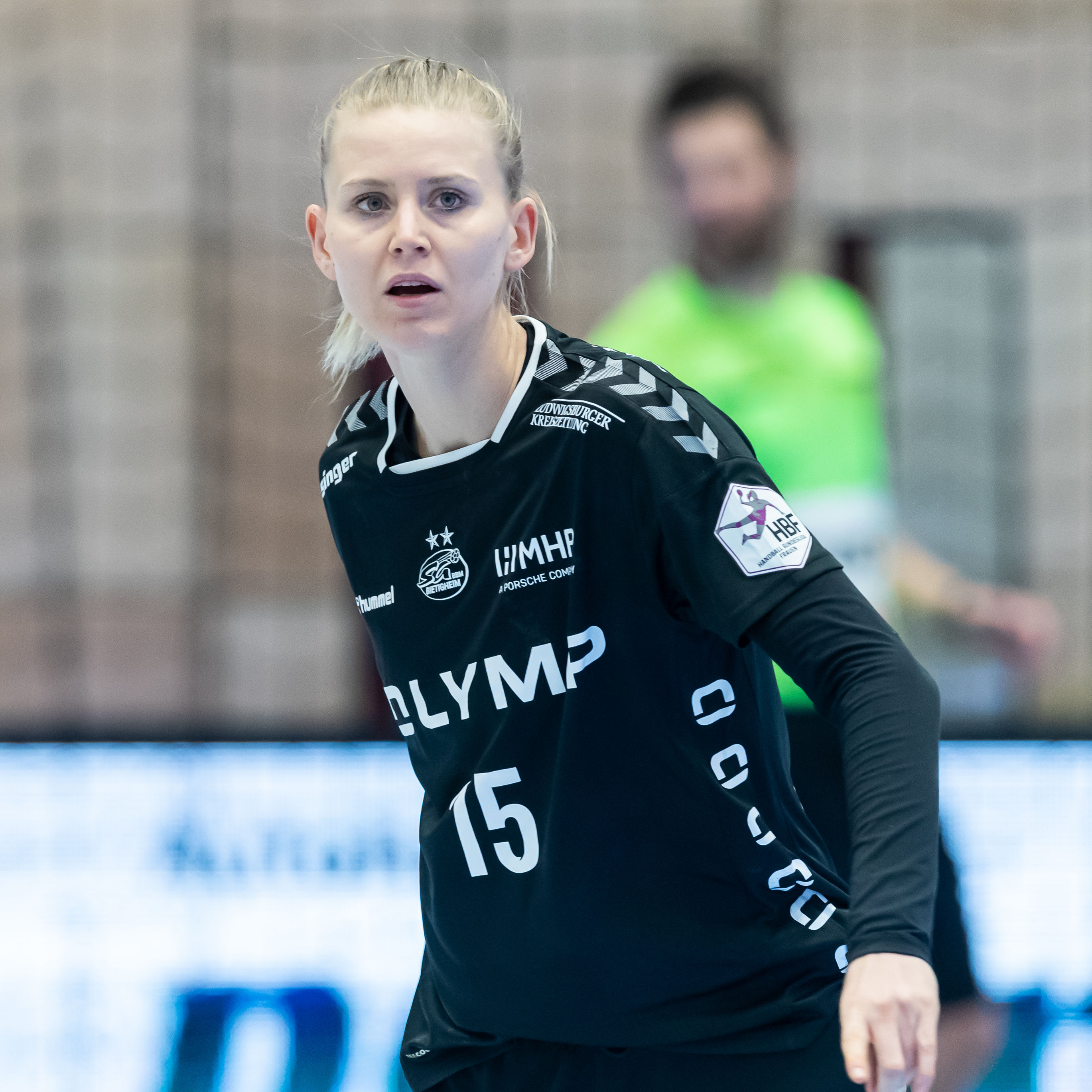
Kim Irion (* 1991)

- Irion, Wolf (1909–1981), deutscher Architekt
- Iriondo, Iban (* 1984), spanischer Radrennfahrer
- Iriondo, Josu (* 1938), spanischer Geistlicher, emeritierter Weihbischof in New York
- Iriondo, Rafael (1918–2016), spanischer Fußballspieler und -trainer
- Iriondo, Urtzi (* 1995), spanischer Fußballspieler
- Íris Tanja Flygenring (* 1989), isländische Schauspielerin
- Iris, Andreas (1540–1600), deutscher Dichter, Ethnologe, Historiker und Philosoph
- Irisarri, Antonio José de (1786–1868), erster Director Supremo von Chile (1814)
- Irisawa, Yasuo (1931–2018), japanischer Dichter
- Irish, Carolyn Tanner (1940–2021), US-amerikanische anglikanische Bischöfin
- Irish, Colin (* 1961), englischer Basketballspieler
- Irish, Dick (1930–2015), US-amerikanischer Autorennfahrer
- İrişli, Murat (* 1994), türkischer Fußballspieler
- Irismetov, Jafar (* 1976), usbekischer Fußballspieler
- Iriye, Akira (* 1934), japanischer Historiker
- Irízar Campos, Miguel (1934–2018), spanischer Ordensgeistlicher und römisch-katholischer Bischof von Callao
- Irízar, Markel (* 1980), spanischer Radrennfahrer
- Irizarry, Bruno, puerto-ricanischer Schauspieler, Regisseur und Filmproduzent
- Irizarry, Vincent (* 1959), US-amerikanischer Schauspieler
- Irizuki, Aya (* 1983), japanische Schauspielerin und Tänzerin

### Irk
- Irkab-Damu, Herrscher von Ebla
- Irkabtum, König von Jamchad

### Irl
- Irl, Martin (1859–1953), deutscher Politiker (Zentrum, BVP), MdR
- Irl, Peter Pius (* 1944), deutscher Autor, Schauspieler und Regisseur
- Irla i Bosch, Josep (1876–1958), katalanischer Politiker
- Irland de Lavau, Louis († 1694), französischer Adeliger, römisch-katholischer Geistlicher, Bibliothekar und Mitglied der Académie française
- Irland, Darerca von, irische Heilige
- Irlando, Pasquale (* 1965), italienischer Autorennfahrer
- Irle, Albrecht (1949–2021), deutscher Mathematiker
- Irle, Eddie (* 1980), deutscher Schauspieler
- Irle, Gerhard (1922–2008), deutscher Psychiater
- Irle, Hans (1925–1998), deutscher Schauspieler
- Irle, Heinrich (1856–1902), Kreisrat in Büdingen
- Irle, Johann Jakob (1843–1924), deutscher Missionar in Deutsch-Südwestafrika
- Irle, Lothar (1905–1974), deutscher Heimatforscher und -schriftsteller
- Irle, Martin (1927–2013), deutscher Sozialpsychologe
- Irle, Rolf (1935–2023), deutscher Musikethnologe Schwerpunkt außereuropäische Musikinstrumente
- Irlenborn, Bernd (* 1963), deutscher Philosoph und Hochschullehrer
- Irlenbusch, Bernd (* 1966), deutscher Ökonomin und Hochschullehrer
- Irlenkäuser, Olaf (* 1966), deutscher Publizist und Verlagsgeschäftsführer
- Irlet, Gustave (1800–1869), Schweizer Politiker und Arzt
- Irlinger, Eberhard (* 1945), deutscher Politiker (SPD), MdL, Landrat
- Irlinger, Max (1913–1969), deutscher Jurist und Kommunalpolitiker
- Irlinger, Steffen (* 1967), deutscher Autor, Musiker und Music Supervisor
- Irlinger, Wilhelm (1877–1904), deutscher Illustrator und Maler
- Irlinger, Willy (1915–1987), deutscher Politiker (SPD), MdL
- Irlmaier, Alois (1894–1959), deutscher Rutengänger und Hellseher
- Irlstorfer, Erich (* 1970), deutscher Politiker (CSU), MdBErich Irlstorfer (* 1970)

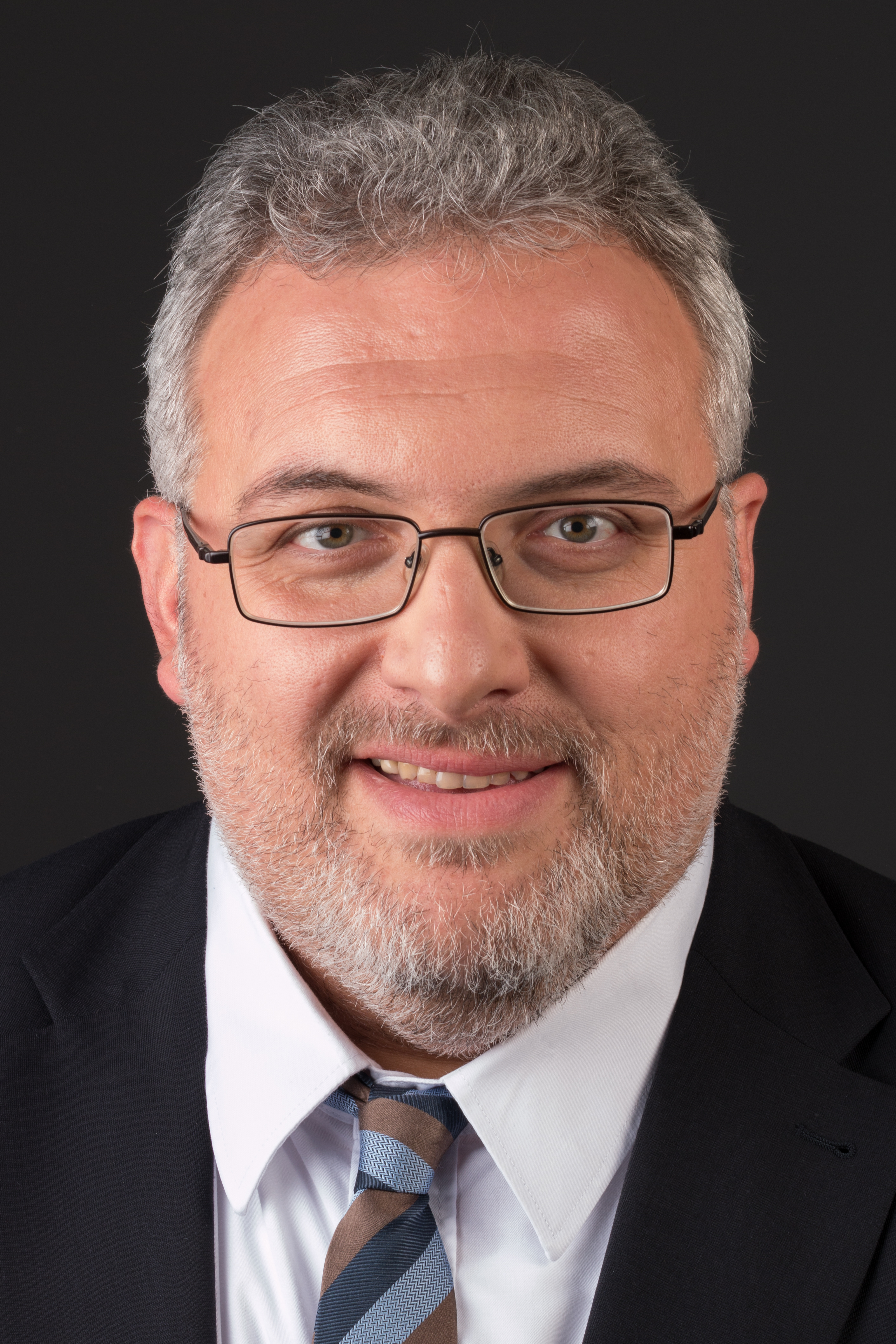
Erich Irlstorfer (* 1970)

### Irm
- Irma (* 1988), kamerunische Sängerin und Songschreiberin
- Irmak, Alev (* 1980), österreichische Schauspielerin
- Irmak, Çağan (* 1970), türkischer Regisseur, Filmproduzent und Drehbuchautor
- Irmak, Çağla (* 1997), türkische Schauspielerin
- Irmak, Sadi (1904–1990), türkischer Politiker, Arzt und Übersetzer
- Irmak, Şahin (* 1981), türkischer Schauspieler
- Irman, Neli (* 1986), slowenische Handballspielerin
- Irmann, Heinrich (1849–1915), böhmischer Maler und Kunstgewerbelehrer
- Irmann, Roland (1891–1973), deutscher Metallurg
- Irmawan (* 1967), indonesischer Politiker
- Irmen, Danny (* 1984), US-amerikanischer Eishockeyspieler
- Irmen, Garda (1874–1938), deutsche Theaterschauspielerin
- Irmen, Hans-Josef (1938–2007), deutscher Musikpädagoge, Musikwissenschaftler und Dirigent
- Irmen, Julia (* 1984), deutsche Kickboxerin
- Irmengard bei Rhein († 1260), Markgräfin von Baden
- Irmengard von Auvergne, Gräfin von Auvergne
- Irmengard von Oettingen († 1389), Pfalzgräfin bei Rhein, Ehefrau von Pfalzgraf Adolf dem Redlichen
- Irmentraud († 1021), Äbtissin des Damenstifts Buchau
- Irmentrud († 869), durch Heirat Königin des westfränkischen Reiches
- Irmer, Carl (1834–1900), deutscher Landschaftsmaler und Radierer
- Irmer, Christoph (* 1958), deutscher Jazzviolinist
- Irmer, Cornelia (* 1950), deutsche parteilose Kommunalpolitikerin
- Irmer, Dieter (* 1935), deutscher Altphilologe
- Irmer, Dietmar (1941–2014), deutscher Schauspieler, Regisseur und Inspizient
- Irmer, Erich (1908–1985), deutsch-britischer Verleger
- Irmer, Georg (1853–1931), deutscher Archivar, Konsul und Historiker
- Irmer, Georg (1889–1969), deutscher Schauspieler und Bühnenregisseur
- Irmer, Georg (1906–1987), deutscher Opernsänger sowie Theater- und Filmschauspieler
- Irmer, Gert (1944–2022), deutscher Physiker und Hochschullehrer
- Irmer, Hans-Jürgen (* 1952), deutscher Politiker (CDU), MdLHans-Jürgen Irmer (* 1952)

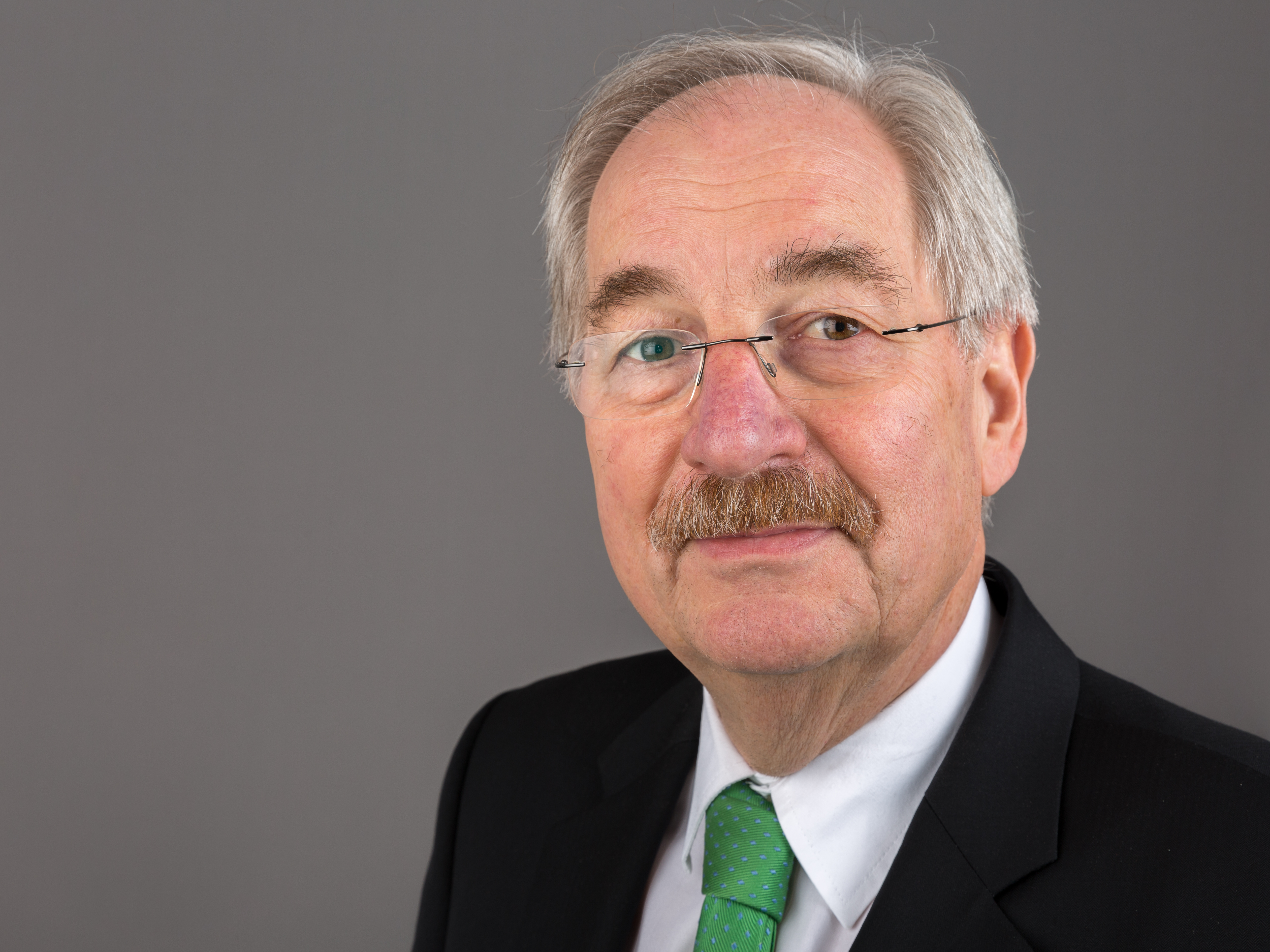
Hans-Jürgen Irmer (* 1952)

- Irmer, Karl-Heinz (1903–1975), deutscher Hockeyspieler
- Irmer, Michael (1955–1996), deutscher Bildhauer und Maler
- Irmer, Ulrich (1939–2022), deutscher Politiker (FDP), MdB und MdEP
- Irmer, Wilhelm (1803–1862), deutscher Pädagoge und Volksliedsammler
- Irmgard von Berg, durch Heirat Herzogin von Limburg
- Irmgard von Braunshorn († 1277), deutsche Adelige des Mittelalters
- Irmgard von Chiemsee († 866), Benediktinerin und Äbtissin in FrauenchiemseeIrmgard von Chiemsee († 866)

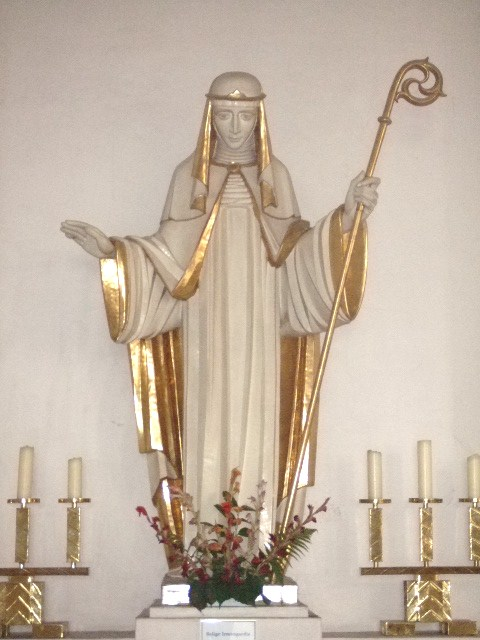
Irmgard von Chiemsee († 866)

- Irmgard von Kleve († 1319), Regentin der Grafschaft Berg
- Irmgard von Nassau (1315–1371), Gräfin von Nassau
- Irmgard von Rott († 1101), deutsche Stifterin
- Irmgard von Süchteln, deutsche katholische Heilige
- Irmiger, Fritz (1867–1926), Schweizer Zollbeamter
- Irmina von Oeren, Mitbegründerin des Klosters Echternach
- Irmingard II. von Ummendorf, Äbtissin im Stift St. Cyriakus in Gernrode
- Irmingard von Burgund, Königin von Burgund
- Irmingard von Tours († 851), Frau des karolingischen Mitkaisers Lothar I.
- Irmingard von Verdun († 1042), Adlige, durch Heirat Gräfin von Hammerstein
- Irminger, Carl (1802–1888), dänischer Seeoffizier und Marineminister
- Irminger, Carl Friedrich (1813–1863), Schweizer Zeichner, Lithograph und Kupferstecher
- Irminger, Johann Jakob (1585–1649), Schweizer evangelischer Geistlicher
- Irminger, Mario (* 1965), Schweizer Manager
- Irminrat, Stifterin des Klosters Lorsch aus dem Maingau
- Irmintrud von Avalgau († 1020), Ehefrau des Pfalzgrafen Heribert von der Wetterau
- Irmintrudis von Mylendonk, deutsche Äbtissin
- Irmisch, Hans (1526–1597), kursächsischer Landbaumeister
- Irmisch, Heinrich (* 1956), deutscher Fußballspieler
- Irmisch, Linus (* 1846), deutscher Buchdrucker, Historiker, Numismatiker und Setzer
- Irmisch, Rudolf (1894–1976), deutscher Archivar und Heimatforscher
- Irmisch, Thilo (1816–1879), deutscher Botaniker
- Irmisch, Willy (1898–1974), deutscher Kommunalpolitiker (KPD/SED)
- Irmischer, Johann Konrad (1797–1857), deutscher evangelischer Theologe
- Irmler, Heinrich (1839–1914), österreichischer Möbeltischler
- Irmler, Heinrich (1911–2002), deutscher Bankmanager
- Irmler, Heinz (* 1942), österreichischer Gitarrist und Hochschullehrer
- Irmler, Henning (* 1958), deutscher Fachanwalt für Vergaberecht, Hochschullehrer in Wismar und Rostock
- Irmler, Johann Christian Gottlieb (1790–1857), deutscher Klavierbauer
- Irmler, Lukas (* 1988), deutscher Slackliner
- Irmler, Rudolf (1907–1999), deutscher evangelischer Theologe, Autor
- Irmler, Sarah (* 1997), deutsche Handballspielerin
- Irmler, Werner (* 1930), deutscher Nachrichtendienstler, Leiter der Zentralen Auswertungs- und Informationsgruppedes Ministeriums für Staatssicherheit
- Irmscher, Almut (* 1959), deutsche Autorin von Reiseliteratur
- Irmscher, Christel (* 1946), deutsche Künstlerin
- Irmscher, Edgar (1887–1968), deutscher Botaniker
- Irmscher, Günther senior (1937–1996), deutscher Rallyefahrer und Unternehmer
- Irmscher, Harald (* 1946), deutscher Fußballspieler und FußballtrainerHarald Irmscher (* 1946)

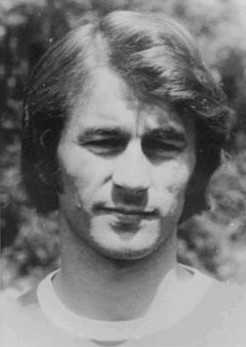
Harald Irmscher (* 1946)

- Irmscher, Heinz (1920–2004), deutscher Militär, Konteradmiral der Volksmarine der DDR
- Irmscher, Johanna, deutsche Kirchenmusikerin und Professorin für Chorleitung, Chorsingen und Orchesterleitung
- Irmscher, Johannes (1920–2000), deutscher Altphilologe
- Irmschler, Konrad (* 1940), deutscher Radrennfahrer, nationaler Meister im Radsport
- Irmschler, Paula (* 1989), deutsche Autorin und Redakteurin bei der Satirezeitschrift TitanicPaula Irmschler (* 1989)

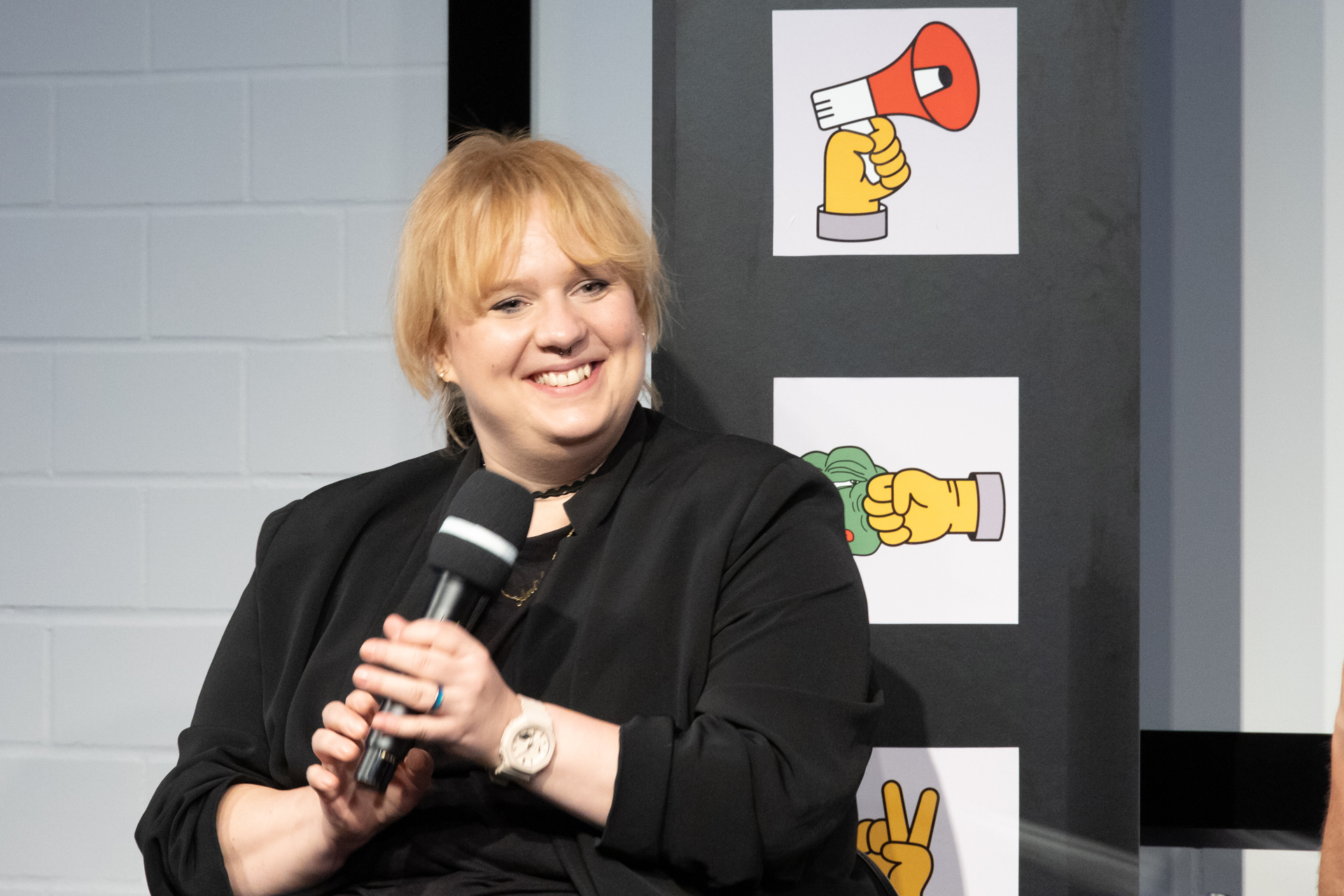
Paula Irmschler (* 1989)

- Irmtrud von der Wetterau (* 972), Stammmutter des luxemburgischen Grafenhauses
- Irmund von Jülich, Volksheiliger und Schutzpatron des Viehs

### Irn
- Irnberger, Harald (1949–2010), österreichischer Journalist und Schriftsteller
- Irnberger, Thomas Albertus (* 1985), österreichischer Geiger
- Irndorfer, Karl (* 1978), österreichischer Fußballspieler
- Irnerius von Bologna, Begründer der Glossatorenschule in Bologna
- Irnich, Martin (* 1957), deutscher Synchronsprecher, Dialogbuchautor und Synchronregisseur
- Irniger, Christoph (* 1979), Schweizer Musiker
- Irniger, Marianne (* 1966), Schweizer Skilangläuferin
- Irniger, Paul (1913–1939), Schweizer Mörder

### Iro
- Iro, Edgar (* 2000), salomonischer Schwimmer
- Iro, Gert Michael (* 1948), österreichischer Jurist
- Iro, Heinrich (* 1956), deutscher Arzt
- Iro, Jörg (1926–2017), österreichischer Politiker (ÖVP), Abgeordneter zum Nationalrat, Mitglied des Bundesrates
- Iro, Karl (1861–1934), österreichischer Politiker (DnP), Abgeordneter zum Nationalrat
- Iro, Viktor (* 1968), deutscher Autor
- Irodotou, Polyxeni, zyprische Fußballschiedsrichterassistentin
- Iroegbu, Ike (* 1995), nigerianisch-US-amerikanischer Basketballspieler
- Irokawa, Takehiro (1929–1989), japanischer Schriftsteller
- Irola, Judy (1943–2021), US-amerikanische Kamerafrau und Hochschullehrerin
- Iron & Wine (* 1974), US-amerikanischer Singer-Songwriter
- Iron Mountain Baby († 1953), US-amerikanisches Findelkind
- Iron Sheik, The (1942–2023), iranischer WrestlerThe Iron Sheik (1942–2023)

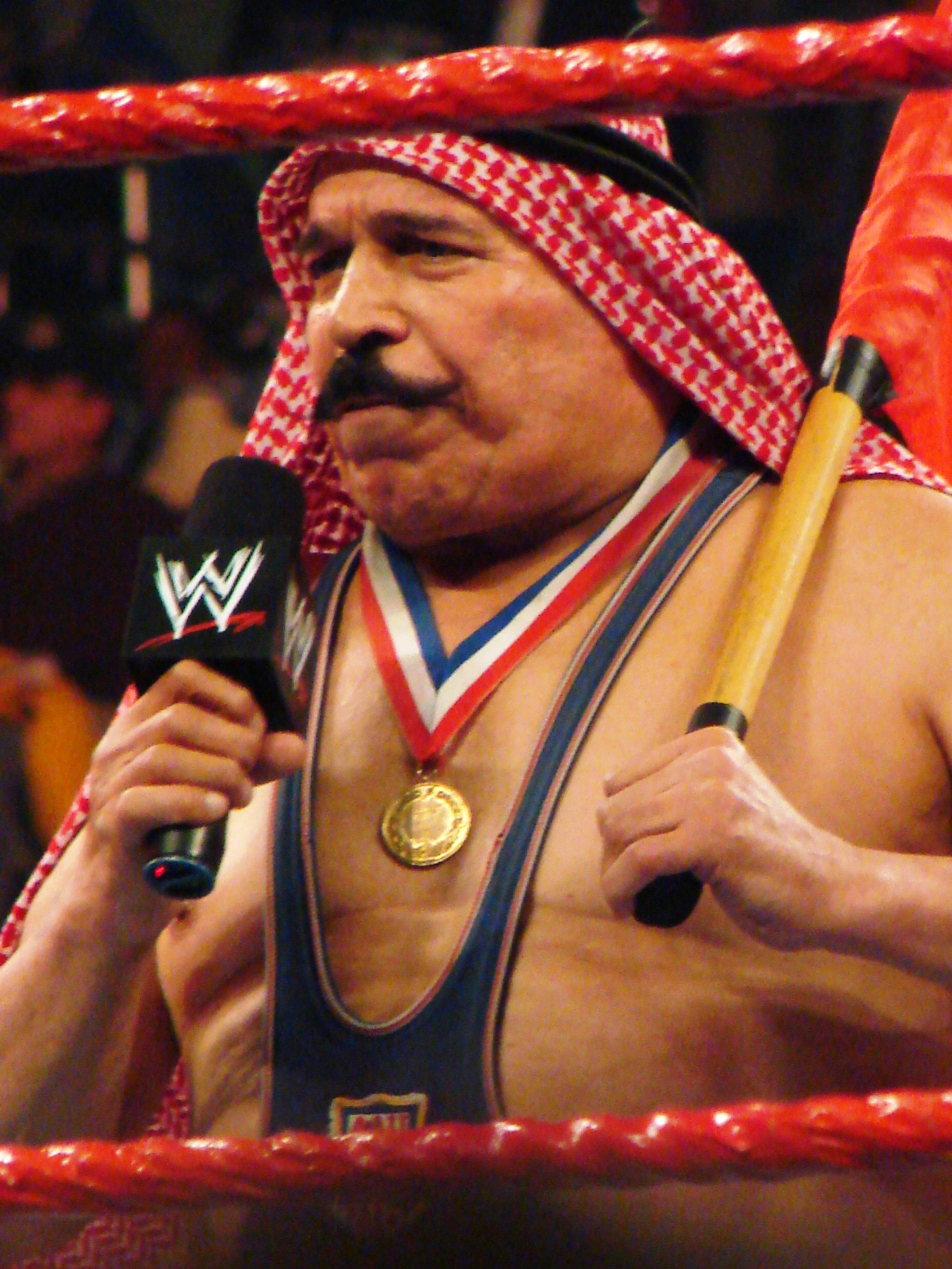
The Iron Sheik (1942–2023)

- Iron, Brandon (1968–2019), kanadischer Pornodarsteller und Regisseur
- Ironik (* 1988), britischer R&B- und Grime-Sänger
- Ironing Board Sam (* 1939), US-amerikanischer Blues-Sänger, Keyboarder, Songschreiber und Entertainer
- Ironmonger, John (* 1954), britischer Schriftsteller
- Irons, Andy (1978–2010), US-amerikanischer Surfer, Weltmeister (2002, 2003, 2004)
- Irons, Bruce (1924–1983), kanadischer Ingenieur
- Irons, Frank (1886–1942), US-amerikanischer Leichtathlet
- Irons, Greg (1947–1984), US-amerikanischer Cartoonist und Tätowierer
- Irons, Jack (* 1962), US-amerikanischer Schlagzeuger
- Irons, Jeremy (* 1948), britischer SchauspielerJeremy Irons (* 1948)

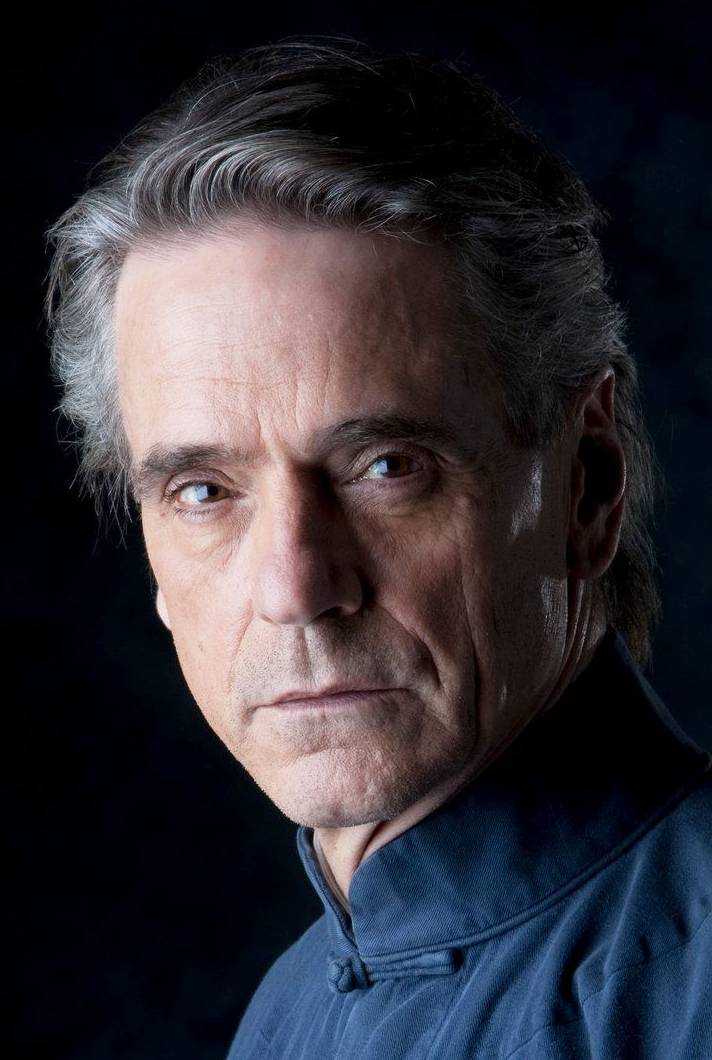
Jeremy Irons (* 1948)

- Irons, Jim (1937–2014), kanadischer Mittelstreckenläufer
- Irons, Max (* 1985), britischer Schauspieler und Model
- Irons, Sam (* 1978), britischer Schauspieler und Fotograf
- Ironside, Adelaide (1831–1867), australische Malerin
- Ironside, Edmund, 1. Baron Ironside (1880–1959), britischer Feldmarschall
- Ironside, Isaac (1808–1870), englischer Chartist, Anhänger David Urquharts
- Ironside, Michael (* 1950), kanadischer Schauspieler
- Irorere, Felix (* 2002), deutscher Fußballspieler
- Iros, Ernst (1885–1953), deutscher Publizist und Drehbuchautor
- Irosch, Mirjana (1939–2024), jugoslawisch-österreichische Sängerin (Sopran)
- Irozuru, Abigail (* 1990), britische Weitspringerin

### Irr
- Irrah, Tatjana (1892–1949), deutsche Theater- und Stummfilmschauspielerin
- Irrall, Elfriede (1938–2018), österreichische Schauspielerin
- Irranca-Davies, Huw (* 1963), walisischer Politiker
- Irrati, Massimiliano (* 1979), italienischer Fußballschiedsrichter
- Irrazábal, Yonatan (* 1988), uruguayischer Fußballspieler
- Irrek, Mario (* 1968), deutscher Schauspieler
- Irresberger, Karl (1860–1932), österreichischer Politiker (DF), Landtagsabgeordneter
- Irretier, Horst (1949–2016), deutscher Ingenieur und Hochschullehrer
- Irrgang, Bernhard (1869–1916), deutscher Organist und Komponist
- Irrgang, Bernhard (1953–2024), deutscher Technikphilosoph und Ethiker
- Irrgang, Brigitte (1943–1954), deutsche SchülerinBrigitte Irrgang (1943–1954)

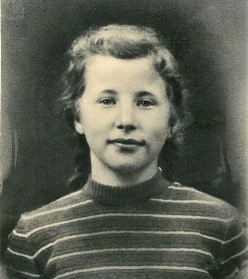
Brigitte Irrgang (1943–1954)

- Irrgang, Christian (* 1957), deutscher Fotoreporter
- Irrgang, Claudia (* 1978), deutsche Eisschnellläuferin
- Irrgang, Detlef (* 1966), deutscher Fußballspieler
- Irrgang, Eva (* 1957), deutsche Politikerin (CDU)
- Irrgang, Fritz Emil (1890–1951), deutscher Politiker (NSDAP), MdR, Oberbürgermeister von Bottrop, Bocholt und Recklinghausen
- Irrgang, Georg (1860–1939), deutscher Journalist und Schriftsteller
- Irrgang, Horst (1929–1997), deutscher Komponist und Musikwissenschaftler
- Irrgang, Theo (1939–2023), deutscher römisch-katholischer Priester
- Irrgang, Willy (1915–1988), deutscher Radrennfahrer
- Irrgeher, Heinz (* 1942), österreichischer Jurist und Musikautor
- Irrl, Paul (1888–1961), österreichischer Fußballspieler und -funktionär
- Irrlicht, Ingrid (* 1956), deutsch-ungarische Pantomimin und Performerin
- Irrlitz, Gerd (* 1935), deutscher Philosoph
- Irrmann, Mathilde (* 1993), französische SchauspielerinMathilde Irrmann (* 1993)

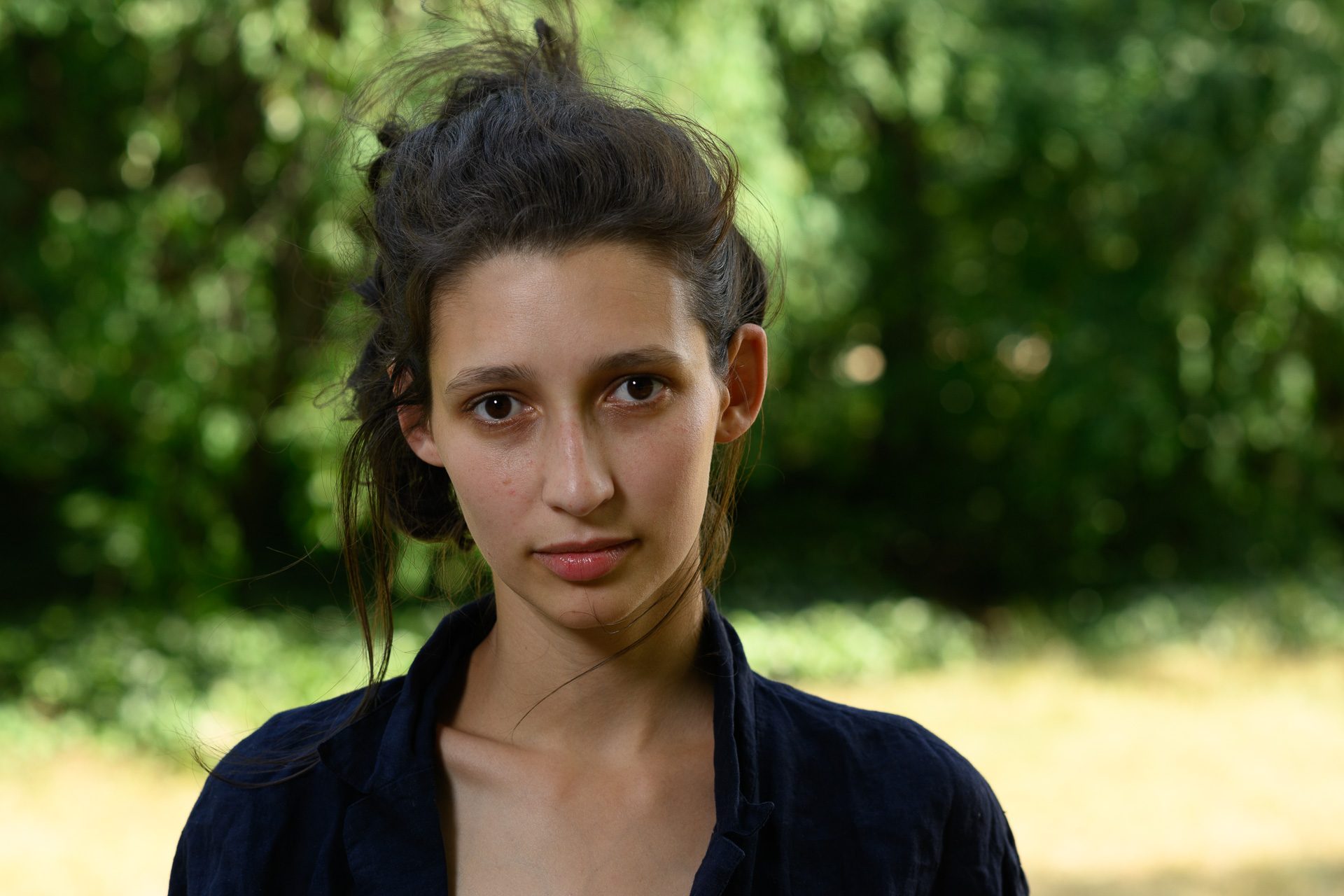
Mathilde Irrmann (* 1993)

### Irs
- Irsa, Karl (1886–1942), österreichischer Landwirt und Politiker (CSP), Abgeordneter zum Nationalrat
- Irsai, István (1896–1968), ungarisch-israelischer Grafiker
- Iršai, Jevgenij (* 1951), slowakischer Komponist
- Irsay, Jim (1959–2025), US-amerikanischer Unternehmer
- Irsch, Nikolaus (1872–1956), deutscher katholischer Geistlicher und Kunsthistoriker
- Irschak, Stepan (* 1991), ukrainischer Naturbahnrodler
- Irschara, Dominikus (1803–1879), Propst des Klosters Neustift
- Irschara, Josef Adam (1848–1925), Südtiroler Baumeister
- Irschhausen, Augustin Gotthelf († 1794), kursächsischer Beamter
- Irschick, Magda (1841–1935), österreichisch-deutsche Theaterschauspielerin
- Irschik, Hans (* 1951), österreichischer Mechaniker und Mechatroniker
- Irschik, Wolfgang (* 1959), österreichischer Politiker (FPÖ)
- Irsen, Cora (* 1974), deutsche Pianistin, Moderatorin und Veranstalterin
- Irshaid, Firyal (* 1945), Mitglied des jordanischen Königshauses und Philanthropin
- Irshaid, Karin (* 1940), deutsche Malerin, Schriftstellerin und Lyrikerin
- Irsigler, Franz (* 1941), deutscher HistorikerFranz Irsigler (* 1941)

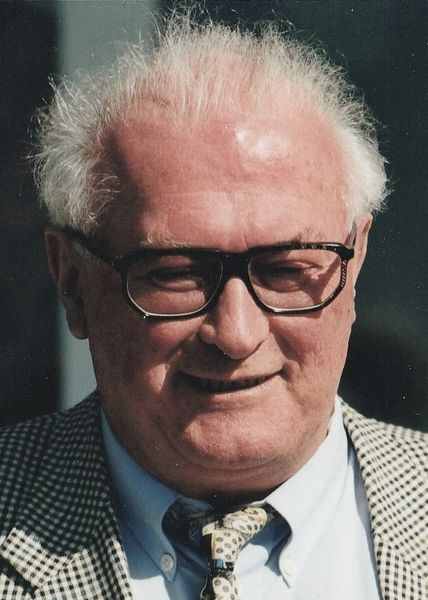
Franz Irsigler (* 1941)

- Irsigler, Hubert (* 1945), deutscher katholischer Theologe (Alttestamentler)
- Irslinger, Chris (* 1997), deutscher Schauspieler
- Irslinger, Sinje (* 1996), deutsche Schauspielerin

### Irt
- İrtegün, Bekir (* 1984), türkischer Fußballspieler
- Irtel, Ernst (1917–2003), deutscher Musikpädagoge und Komponist
- Irtel, Hans (1952–2008), deutscher Psychologe und Hochschullehrer
- Irtel, Norbert (1945–2025), deutscher Fußballspieler
- İrtem, Ece (* 1991), türkische Schauspielerin
- İrtemçelik, Mehmet Ali (* 1950), türkischer Diplomat und Politiker
- Irtenkauf, Wolfgang (1928–2003), deutscher Philologe und Bibliothekar
- Irtschan, Myroslaw (1897–1937), ukrainischer Lyriker, Prosaist, Dramatiker, Übersetzer, Literaturkritiker, Journalist, Historiker, Verleger und Opfer des Großen Terrors in der Sowjetunion

### Iru
- Iruarrizaga, Alfonso de (* 1957), chilenischer Sportschütze
- Iruarrizaga, Jon (* 1993), spanischer Fußballspieler
- Irudayaraj, Joseph Anthony (1935–2019), indischer Ordensgeistlicher und römisch-katholischer Bischof von Dharmapuri
- Irujo Amezaga, Mikel (* 1972), spanischer Politiker (EA), MdEP
- Irukachufu, altägyptischer Beamter
- Irumagawa, Keita (* 1999), japanischer Fußballspieler
- Irureta, Javier (* 1948), spanischer Fußballspieler und -trainer
- Irureta, Xabi (* 1986), spanischer Fußballspieler
- Irusta, Agustín (1903–1987), argentinischer Schauspieler, Tangosänger, -komponist und -dichter
- Irusta, Rolando (1938–2012), argentinischer Fußballspieler
- Iruthayaraj, Savarinathen (1927–2001), indischer Geistlicher, römisch-katholischer Bischof von Palayamkottai

### Irv
- Irvan, Ernie (* 1959), US-amerikanischer NASCAR-Rennfahrer
- Irvin Leach, Lilla (1886–1980), US-amerikanische Botanikerin
- Irvin, Alexander (1800–1874), US-amerikanischer Politiker
- Irvin, Brian (* 1970), US-amerikanischer Sprinter
- Irvin, Britt (* 1984), kanadische Schauspielerin und Synchronsprecherin
- Irvin, Bruce (* 1987), US-amerikanischer American-Football-Spieler
- Irvin, Dick (1892–1957), kanadischer Eishockeytrainer
- Irvin, James (1800–1862), US-amerikanischer Politiker
- Irvin, John (* 1940), britischer Filmregisseur
- Irvin, Leslie (1895–1966), US-amerikanischer Fallschirmsprungpionier
- Irvin, Michael (* 1966), US-amerikanischer American-Football-SpielerMichael Irvin (* 1966)

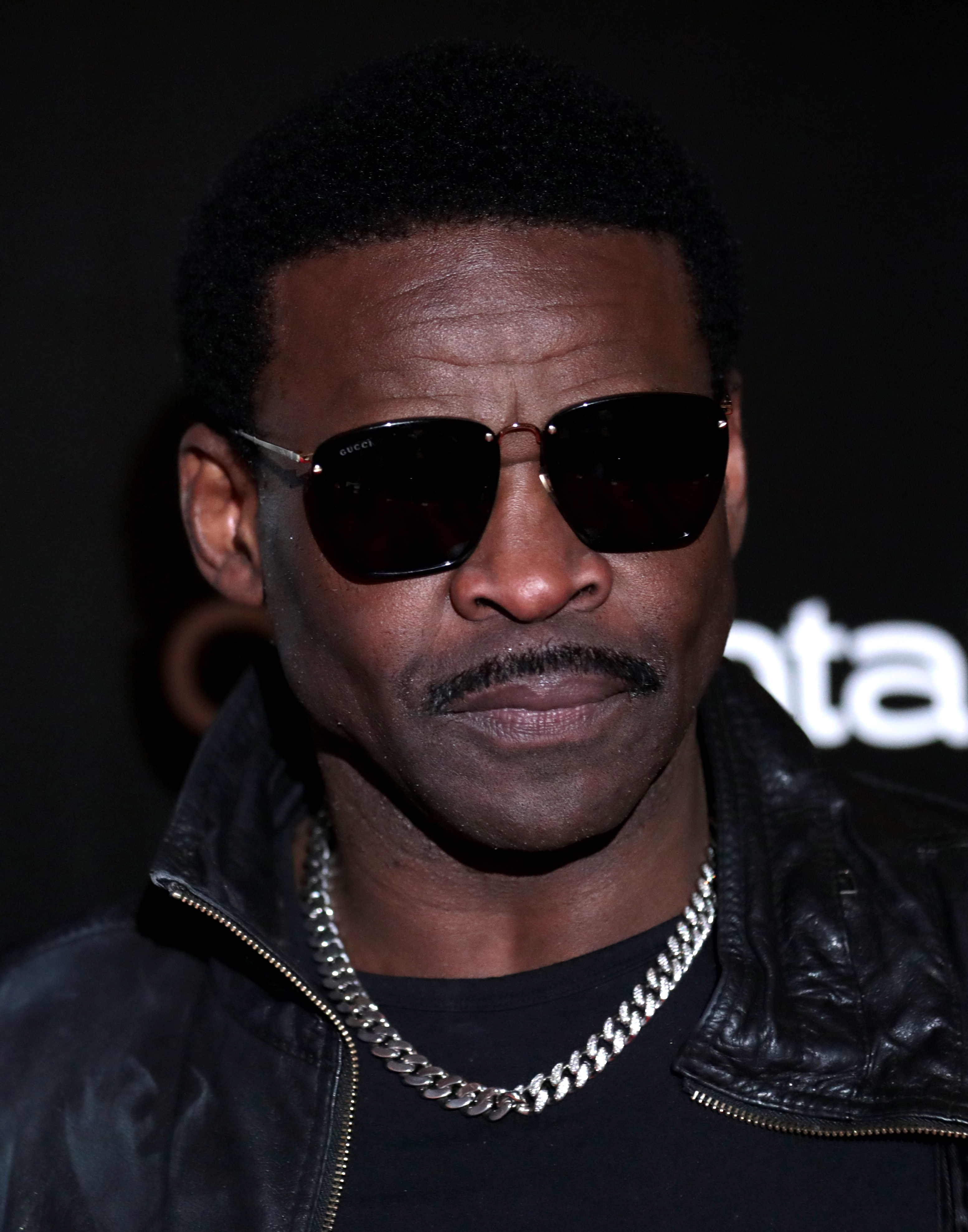
Michael Irvin (* 1966)

- Irvin, Sandora (* 1982), US-amerikanische Basketballspielerin
- Irvin, Tex (1906–1978), US-amerikanischer American-Football-Spieler
- Irvin, William W. (1779–1842), US-amerikanischer Jurist und Politiker
- Irvine, Alan (* 1958), schottischer Fußballspieler und -trainer
- Irvine, Alex (* 1969), US-amerikanischer Science-Fiction- und Fantasy-Autor
- Irvine, Andrew (* 1902), britischer BergsteigerAndrew Irvine (* 1902)

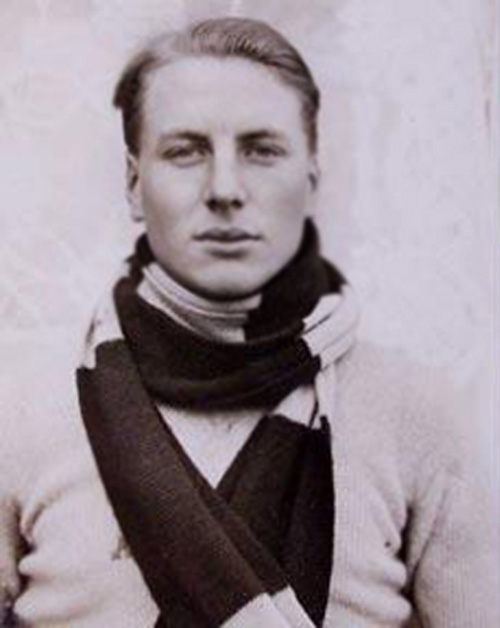
Andrew Irvine (* 1902)

- Irvine, Andy (* 1942), irischer Folkmusiker, Sänger, Songschreiber
- Irvine, Andy (* 1951), schottischer Rugbyspieler
- Irvine, Brendan (* 1996), irischer Boxer
- Irvine, Daryl (1932–2020), kanadische Pianistin und Musikpädagogin
- Irvine, Derry Baron Irvine of Lairg (* 1940), britischer Jurist
- Irvine, Eddie (* 1965), britischer Automobilrennfahrer
- Irvine, Hazel (* 1965), britische Sportmoderatorin
- Irvine, Ian (* 1950), australischer Meeresbiologe und Fantasy-Schriftsteller
- Irvine, Jackson (* 1993), australisch-schottischer Fußballspieler
- Irvine, James (1877–1952), schottischer Chemiker (Organische Chemie)
- Irvine, James (1958–2013), britischer Designer
- Irvine, Jeffrey, US-amerikanischer Bratschist und Musikpädagoge
- Irvine, Jeremy (* 1990), britischer Schauspieler
- Irvine, Julia (1848–1930), US-amerikanische Pädagogin und Hochschullehrerin
- Irvine, Kaylin (* 1990), kanadische Eisschnellläuferin
- Irvine, Martyn (* 1985), irischer Bahn- und Straßenradrennfahrer
- Irvine, Mary (* 1956), irische Juristin
- Irvine, Molly, belgische Musikerin und Songwriterin
- Irvine, Richard (1910–1976), US-amerikanischer Szenenbildner
- Irvine, Ted (* 1944), kanadischer Eishockeyspieler
- Irvine, Weldon (1943–2002), US-amerikanischer Jazzpianist, Komponist und Organist
- Irvine, William (1741–1804), US-amerikanischer Politiker
- Irvine, William (1743–1787), schottischer Chemiker
- Irvine, William (1820–1882), US-amerikanischer Politiker
- Irvine, Wilson (1869–1936), amerikanischer Maler
- Irving, Amy (* 1953), US-amerikanische Schauspielerin und SängerinAmy Irving (* 1953)

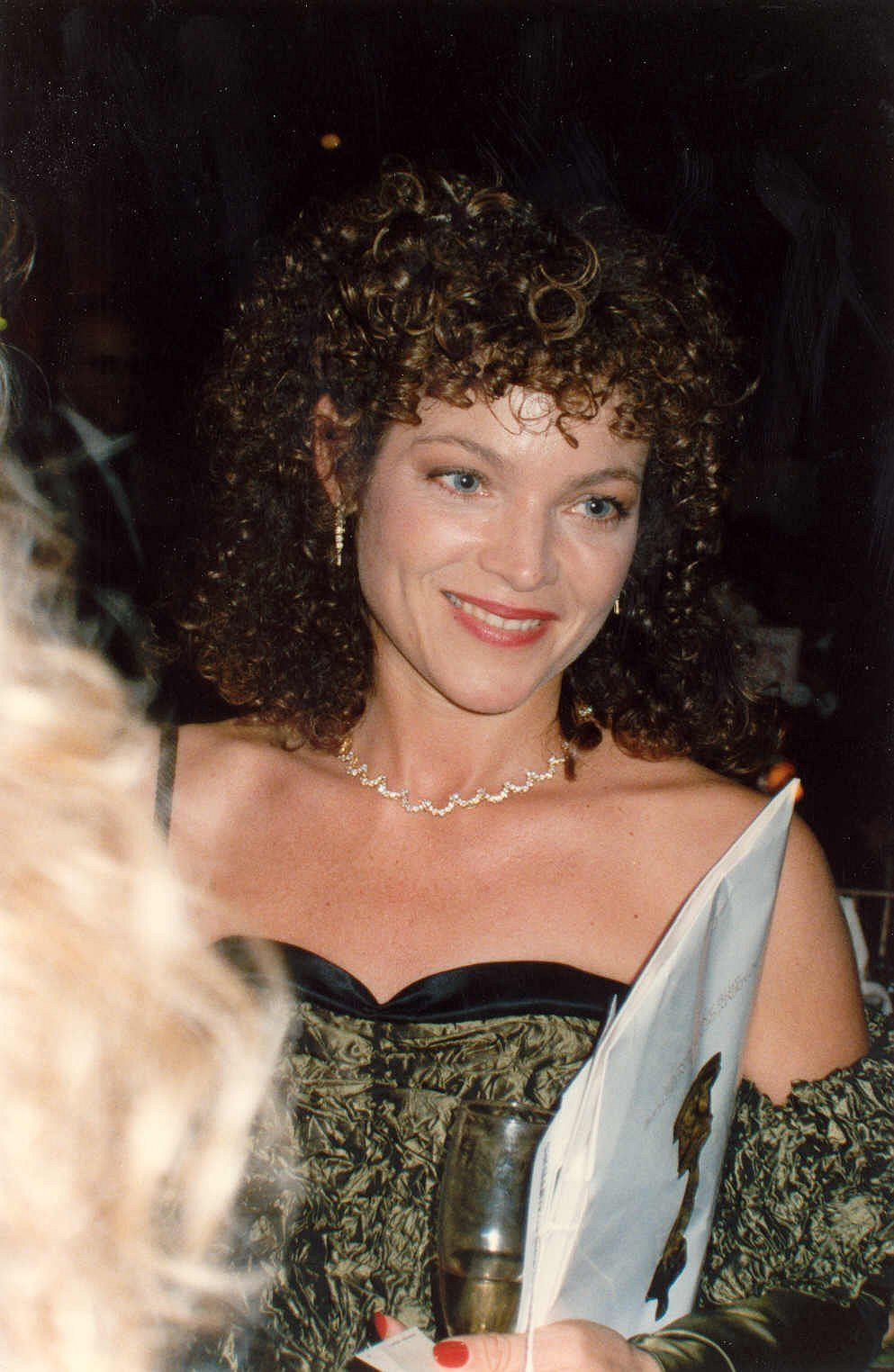
Amy Irving (* 1953)

- Irving, Andy (* 2000), schottischer Fußballspieler
- Irving, Barrington (* 1983), US-amerikanischer Pilot
- Irving, Birk (* 1999), US-amerikanischer Freestyle-Skisportler
- Irving, Clifford (1914–2004), britischer Politiker der Isle of Man
- Irving, Clifford (1930–2017), US-amerikanischer Autor
- Irving, David (* 1938), britischer Geschichtsrevisionist und Holocaustleugner
- Irving, Edward (1792–1834), schottischer presbyterianischer Prediger, Mitbegründer der Katholisch-Apostolischen Gemeinden in Großbritannien
- Irving, Edward A. (1927–2014), britischer Geologe und Mitarbeiter des Geological Survey of Canada
- Irving, Frederick Augustus (1894–1995), US-amerikanischer Militär, General der US Army
- Irving, George (1874–1961), US-amerikanischer Schauspieler und Regisseur
- Irving, H. B. (1870–1919), englischer Schauspieler, Theatermanager und Autor
- Irving, Harry (1905–1993), britischer Chemiker
- Irving, Henry (1838–1905), britischer Theaterschauspieler
- Irving, James (1928–2024), kanadischer Unternehmer
- Irving, John (* 1942), US-amerikanischer SchriftstellerJohn Irving (* 1942)

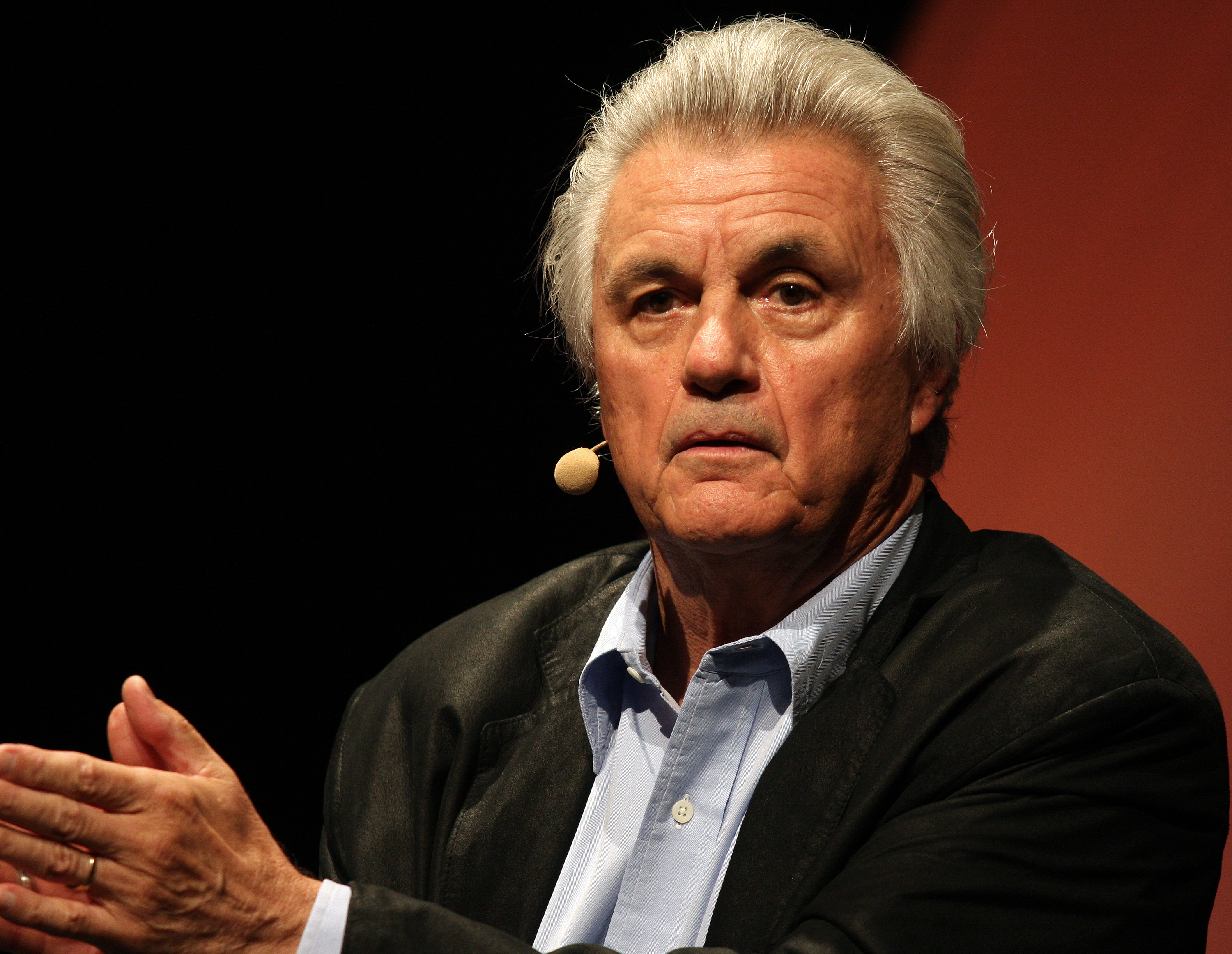
John Irving (* 1942)

- Irving, John Beaufain (1825–1877), US-amerikanischer Historienmaler, Genremaler und Porträtmaler der Düsseldorfer Schule
- Irving, John James Cawdell (1898–1967), britischer Marineoffizier und Autor
- Irving, Kenneth Colin (1899–1992), kanadischer Unternehmer
- Irving, Kyrie (* 1992), australisch-US-amerikanischer BasketballspielerKyrie Irving (* 1992)

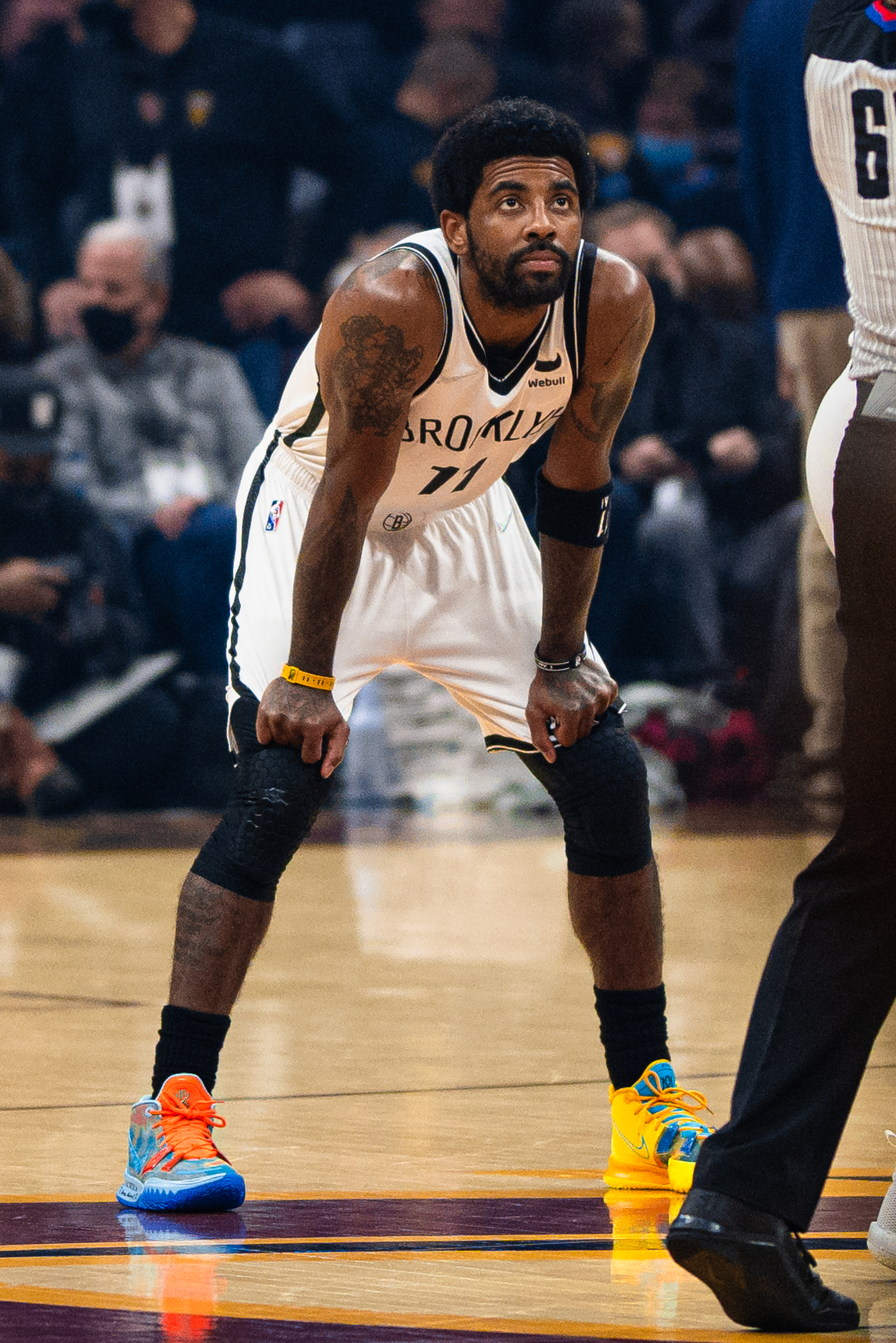
Kyrie Irving (* 1992)

- Irving, Laurence (1871–1914), britischer Schauspieler und Dramatiker
- Irving, Leland (* 1988), kanadischer Eishockeytorwart
- Irving, Leonard (1898–1962), US-amerikanischer Politiker
- Irving, Lewis (* 1995), kanadischer Freestyle-Skisportler
- Irving, Liz (* 1965), australische Squashspielerin
- Irving, Max (* 1995), US-amerikanischer Wasserballspieler
- Irving, Peter (1772–1838), amerikanischer Journalist und Schriftsteller
- Irving, R. E. M. (* 1939), britischer Politikwissenschaftler
- Irving, Richard (1917–1990), US-amerikanischer Filmschauspieler sowie Fernsehregisseur und -produzent
- Irving, Robert III (* 1953), US-amerikanischer Jazzpianist, -organist, -arrangeur, -komponist
- Irving, Sydney, Baron Irving of Dartford (1918–1989), britischer Politiker
- Irving, Washington (1783–1859), amerikanischer Schriftsteller
- Irving, William (1766–1821), amerikanischer Geschäftsmann, Politiker und Gelegenheitsschriftsteller
- Irving, William (1893–1943), deutsch-amerikanischer Schauspieler
- Irving-Sommer, Edith (1935–2020), deutsch-schweizerische Künstlerin
- Irvis, Charlie (1899–1939), US-amerikanischer Jazz-Posaunist
- Irvoy, Aimé Charles (1824–1898), französischer Bildhauer

### Irw
- Irwahn, Martin (1898–1981), deutscher Maler und Bildhauer
- Irwan, Firas (* 2001), singapurischer Fußballspieler
- Irwanez, Oleksandr (* 1961), ukrainischer Dichter, Schriftsteller und Dramaturg
- Irwansyah (* 1974), walisischer Badmintonspieler indonesischer Herkunft
- Irwin, Alistair (* 1948), britischer Generalleutnant
- Irwin, Andrew (* 1993), US-amerikanischer Stabhochspringer
- Irwin, Ashton (* 1994), australischer Sänger und SchlagzeugerAshton Irwin (* 1994)

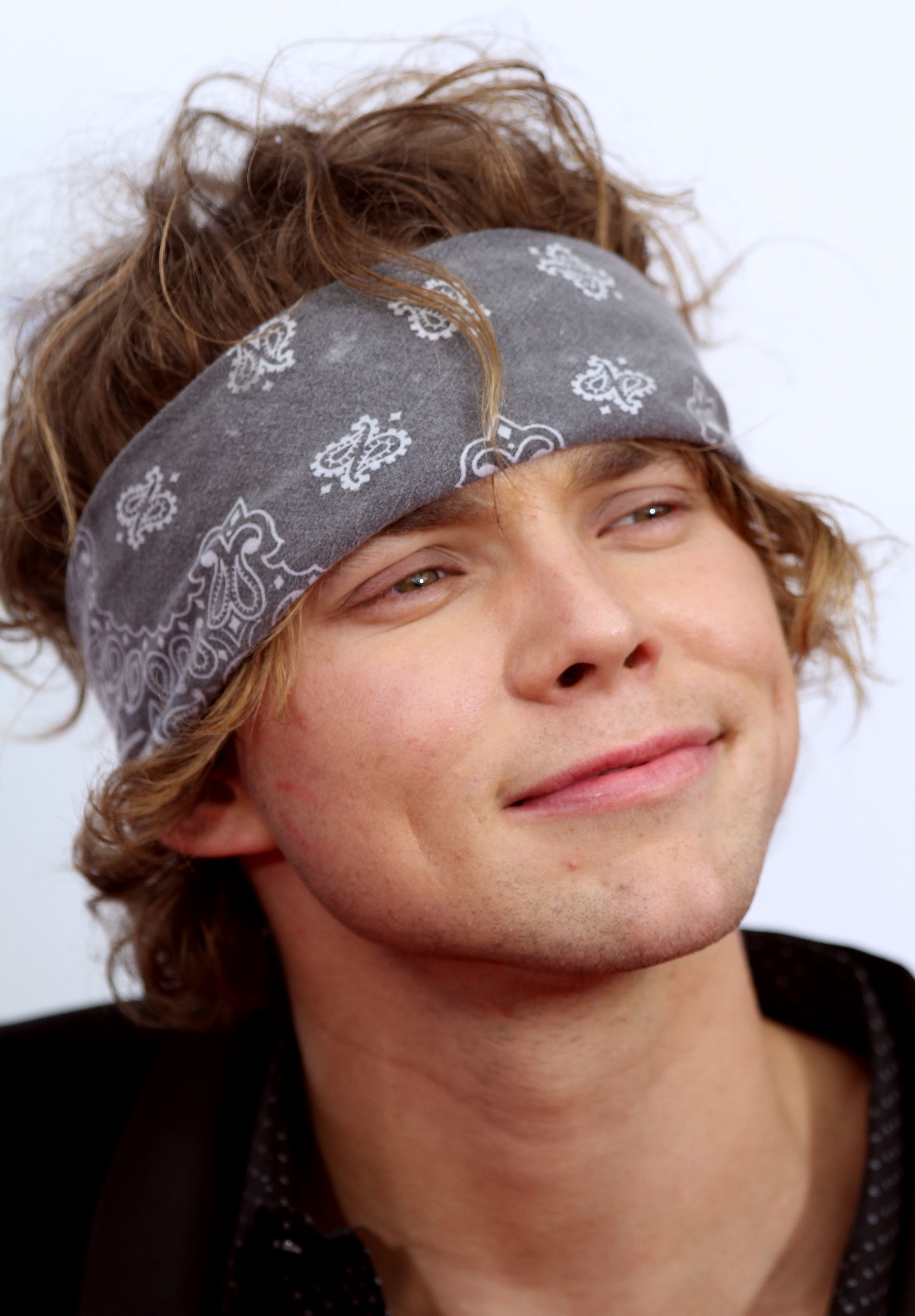
Ashton Irwin (* 1994)

- Irwin, Bernard John Dowling (1830–1917), amerikanischer Militärarzt und erster Empfänger der Medal of Honor
- Irwin, Bert (1917–2006), kanadischer Skirennläufer
- Irwin, Bill (1920–2013), kanadischer Skisportler
- Irwin, Bill (* 1950), US-amerikanischer Schauspieler
- Irwin, Bindi (* 1998), australische Naturschutz-Aktivistin, Schauspielerin, Moderatorin, Sängerin und TänzerinBindi Irwin (* 1998)

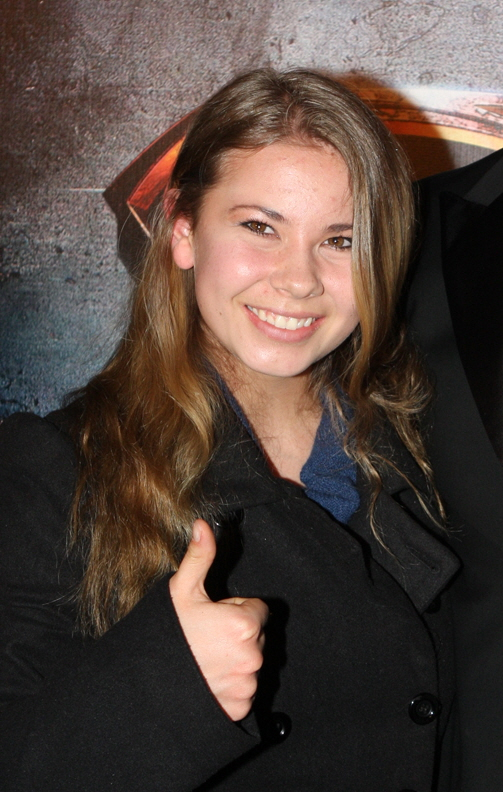
Bindi Irwin (* 1998)

- Irwin, Cecil (1902–1935), US-amerikanischer Jazzmusiker (Tenorsaxophon, Klarinette, Arrangement)
- Irwin, Chris (* 1942), britischer Rennfahrer
- Irwin, Colin (* 1957), englischer Fußballspieler
- Irwin, Dave (* 1954), kanadischer Skirennläufer
- Irwin, Deedra (* 1992), US-amerikanische Biathletin
- Irwin, Denis (* 1965), irischer Fußballspieler
- Irwin, Dennis (1951–2008), US-amerikanischer Jazz-Bassist
- Irwin, Donald Jay (1926–2013), US-amerikanischer Politiker
- Irwin, Douglas (* 1959), kanadischer Eishockeyspieler und -trainer
- Irwin, Douglas A. (* 1962), US-amerikanischer Wirtschaftswissenschaftler
- Irwin, Edward M. (1869–1933), US-amerikanischer Politiker
- Irwin, Francis Xavier (1934–2019), US-amerikanischer Geistlicher und römisch-katholischer Weihbischof in Boston
- Irwin, Frederick (1794–1860), britischer Oberstleutnant und Gouverneur der Kolonie Western Australia
- Irwin, George R. (1907–1998), US-amerikanischer Ingenieur
- Irwin, Hale (* 1945), US-amerikanischer Golfer
- Irwin, Haley (* 1988), kanadische Eishockeyspielerin
- Irwin, Harvey Samuel (1844–1916), US-amerikanischer Politiker
- Irwin, Inez Haynes (1873–1970), US-amerikanisch-brasilianische Schriftstellerin und Frauenrechtlerin
- Irwin, James (1930–1991), US-amerikanischer AstronautJames Irwin (1930–1991)

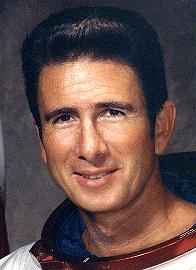
James Irwin (1930–1991)

- Irwin, Jamie (1937–2005), australischer Politiker (Liberal Party), Präsident des South Australian Legislative Council
- Irwin, Jan (* 1957), australische Badmintonspielerin
- Irwin, Jared (1750–1818), britisch-amerikanischer Politiker der Demokratisch-Republikanischen Partei und Gouverneur des Bundesstaates Georgia
- Irwin, Jared (1768–1818), britisch-amerikanischer Politiker
- Irwin, Jennifer (* 1968), kanadische Schauspielerin
- Irwin, John N. (1847–1905), US-amerikanischer Politiker
- Irwin, John N. (1913–2000), US-amerikanischer Diplomat und Politiker
- Irwin, Jonnie (1973–2024), britischer Moderator
- Irwin, Juno (1928–2011), US-amerikanische Wasserspringerin
- Irwin, Kevin William (* 1946), US-amerikanischer römisch-katholischer Theologe
- Irwin, Lauren (* 1998), britische Ruderin
- Irwin, Madison (* 1991), kanadische Skirennläuferin
- Irwin, Malcolm Robert (1897–1987), US-amerikanischer Agrarwissenschaftler und Immungenetiker
- Irwin, Mark (* 1950), kanadischer Kameramann
- Irwin, Mary Jane (* 1949), amerikanische Informatikerin
- Irwin, Matt (* 1987), kanadischer Eishockeyspieler
- Irwin, May (1862–1938), kanadische Sängerin und Schauspielerin
- Irwin, Michael Patrick Stuart (1925–2017), britisch-rhodesischer Ornithologe
- Irwin, Noel (1892–1972), britischer Generalleutnant
- Irwin, Pat (* 1955), US-amerikanischer Komponist und Musiker
- Irwin, Robert (1928–2023), amerikanischer Installationskünstler
- Irwin, Robert (1946–2024), britischer Historiker und Autor
- Irwin, Robert McKee (* 1962), US-amerikanischer Lateinamerikanist und Autor
- Irwin, Robert Walker (1844–1925), amerikanischer Geschäftsmann und Diplomat
- Irwin, Rodney (* 1941), kanadischer Botschafter
- Irwin, Stafford LeRoy (1893–1955), US-amerikanischer Offizier im Zweiten Weltkrieg, Oberbefehlshaber der United States Forces in Austria
- Irwin, Steve (1962–2006), australischer Dokumentarfilmer, Leiter des Australia Zoo, Besitzer einer Tierschutzorganisation und Produzent einer Fernseh-ShowSteve Irwin (1962–2006)

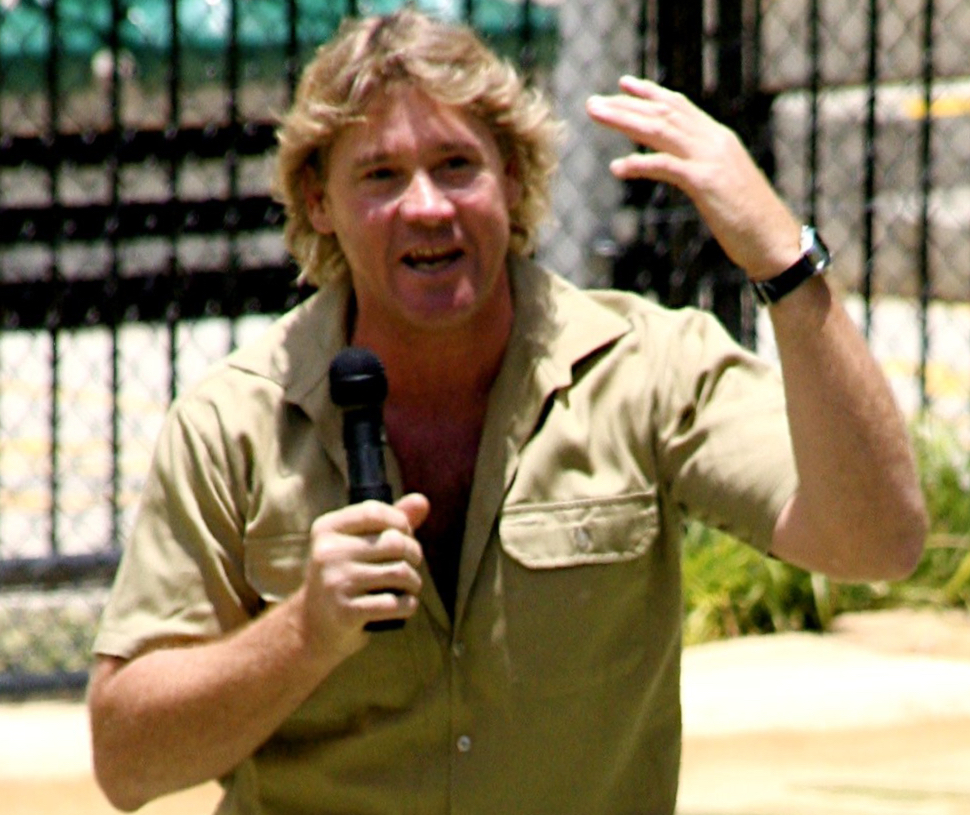
Steve Irwin (1962–2006)

- Irwin, Terence (* 1947), britischer Philosophiehistoriker
- Irwin, Thomas (1785–1870), US-amerikanischer Jurist und Politiker
- Irwin, Tom (* 1956), US-amerikanischer Schauspieler
- Irwin, Will (1873–1948), US-amerikanischer Schriftsteller und Journalist
- Irwin, William († 1886), US-amerikanischer Politiker
- Irwin, William Wallace (1803–1856), US-amerikanischer Politiker
- Irwin-Gibson, Mary (* 1955), kanadische anglikanische Bischöfin
- Irwing, Friedrich Daniel Wilhelm von (1740–1820), preußischer Generalmajor und Chef des Dragonerregiments Nr. 3
- Irwing, Johann Ephraim Christian Ernst von (1737–1806), preußischer Generalmajor und zuletzt Kommandant von Schweidnitz
- Irwing, Karl Franz von (1728–1801), deutscher Oberkonsistorialrat und philosophischer Schriftsteller
- Irwyn, Grant (* 1984), australischer Bahn- und Straßenradrennfahrer

### Iry
- Iry-Piye-qo, nubischer König
- Iryani, Abd ar-Rahman al- (1910–1998), jemenitischer Richter und Politiker

### Irz
- Irzykowski, Karol (1873–1944), polnischer Schriftsteller, Literaturkritiker und Filmtheoretiker